# Liste des municipalités du Massachusetts

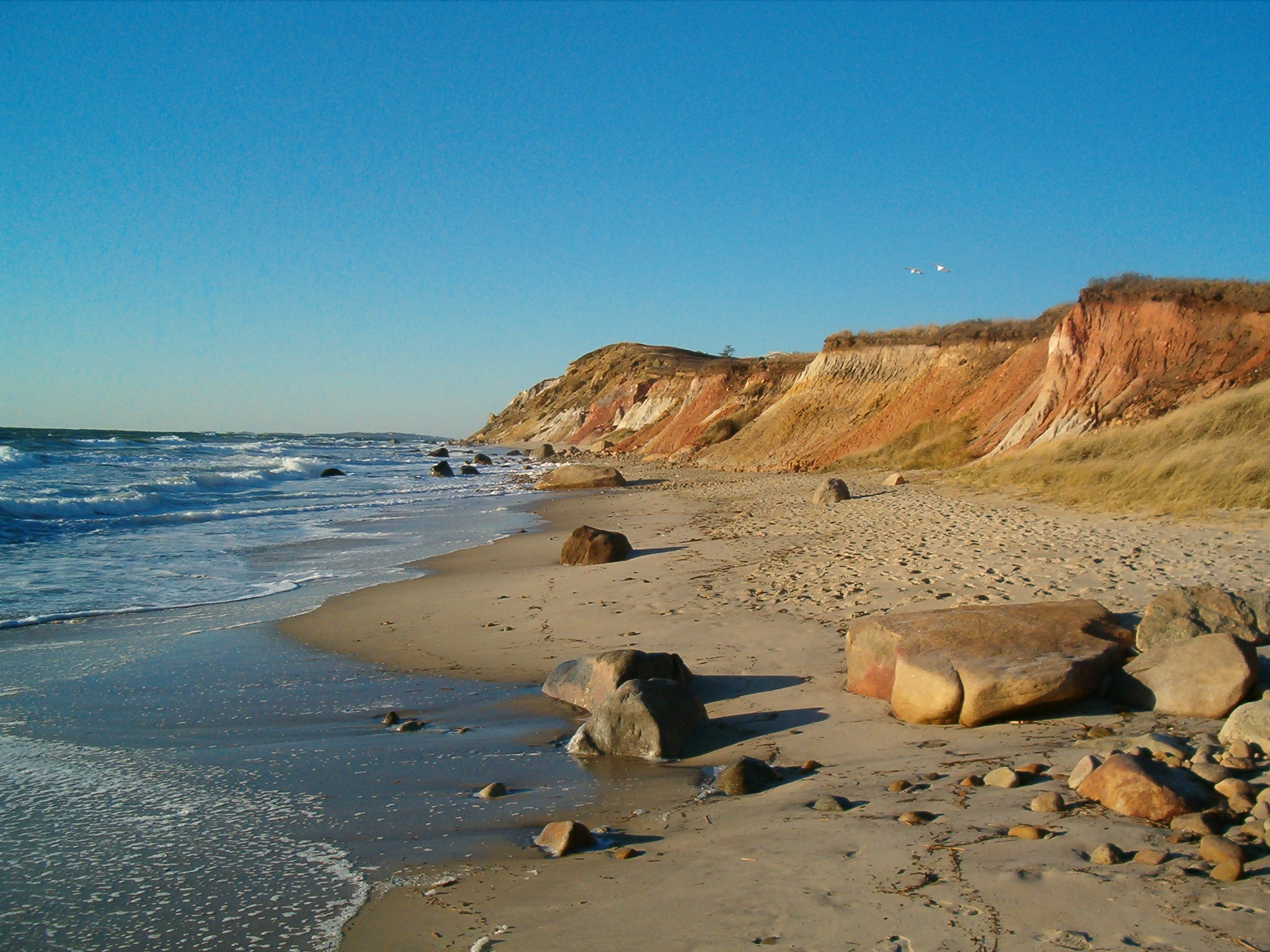
Plage d'Aquinnah

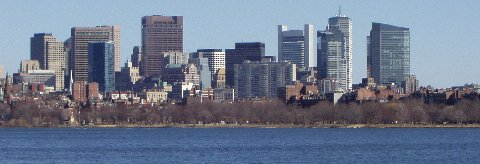
Boston

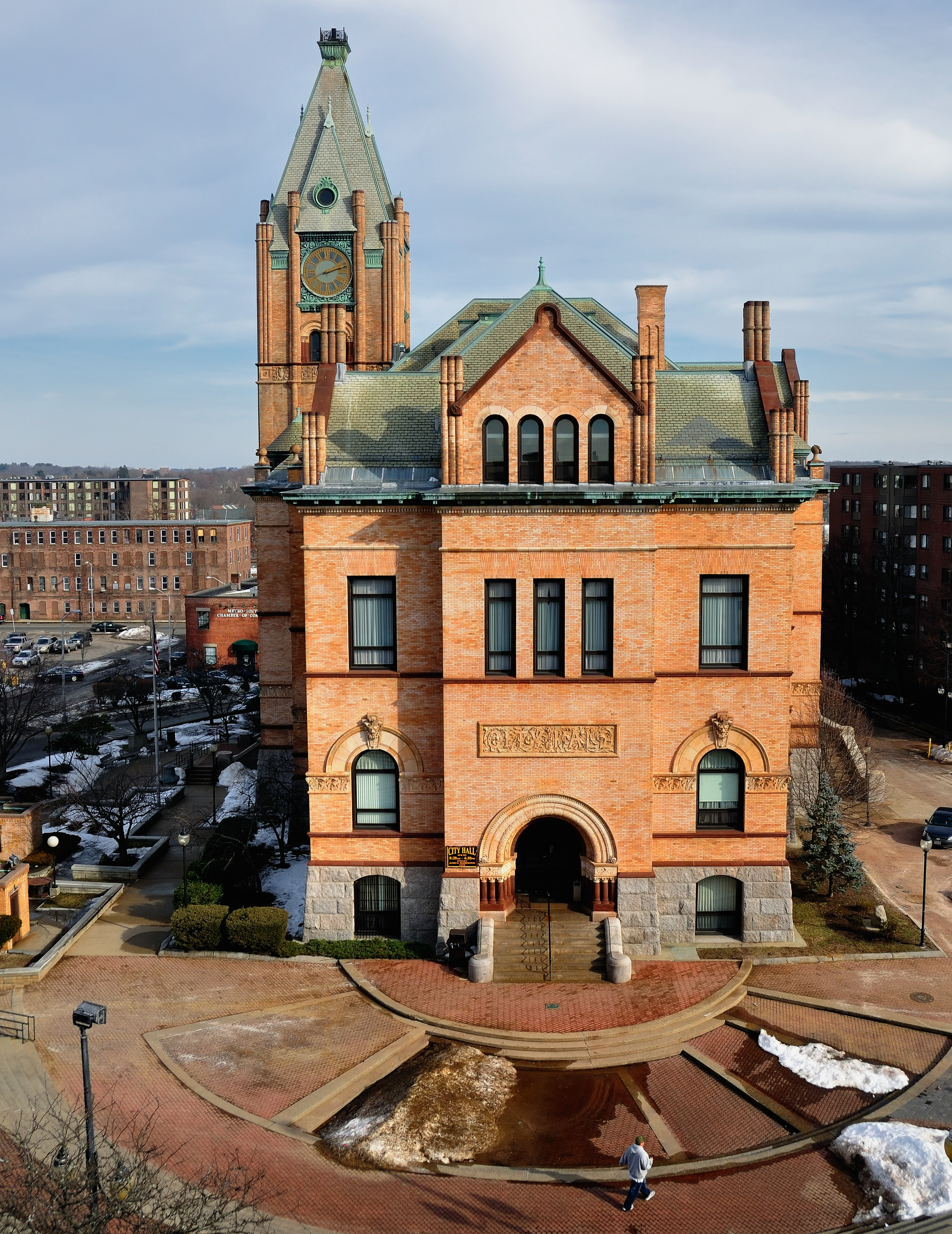
Brockton

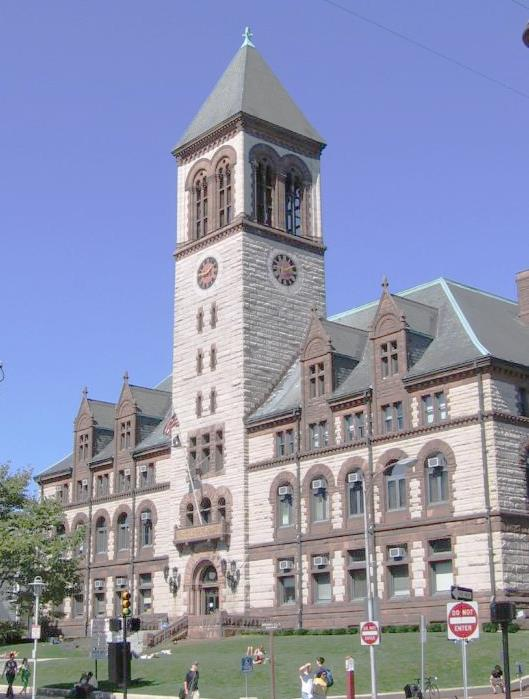
Cambridge

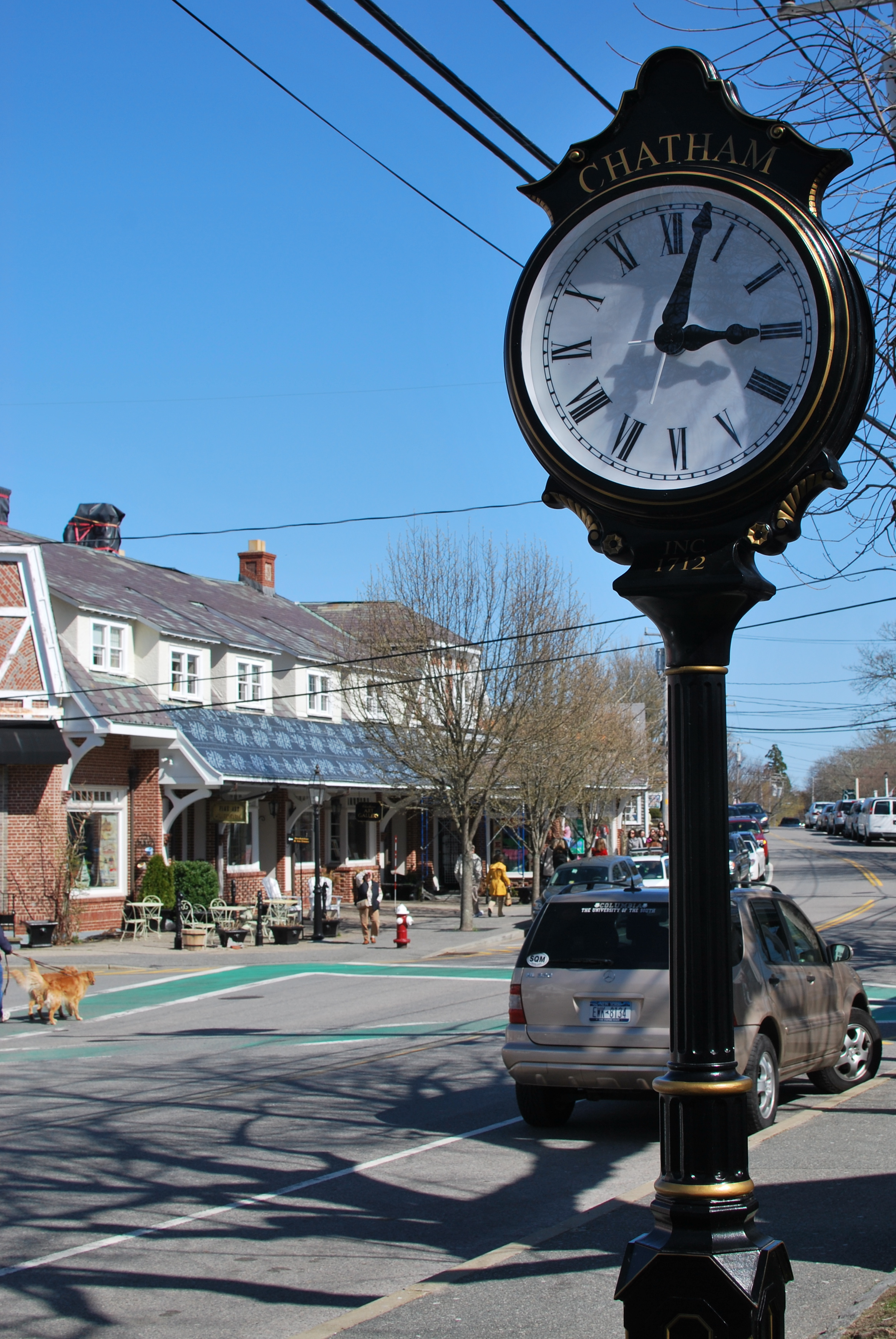
Chatham

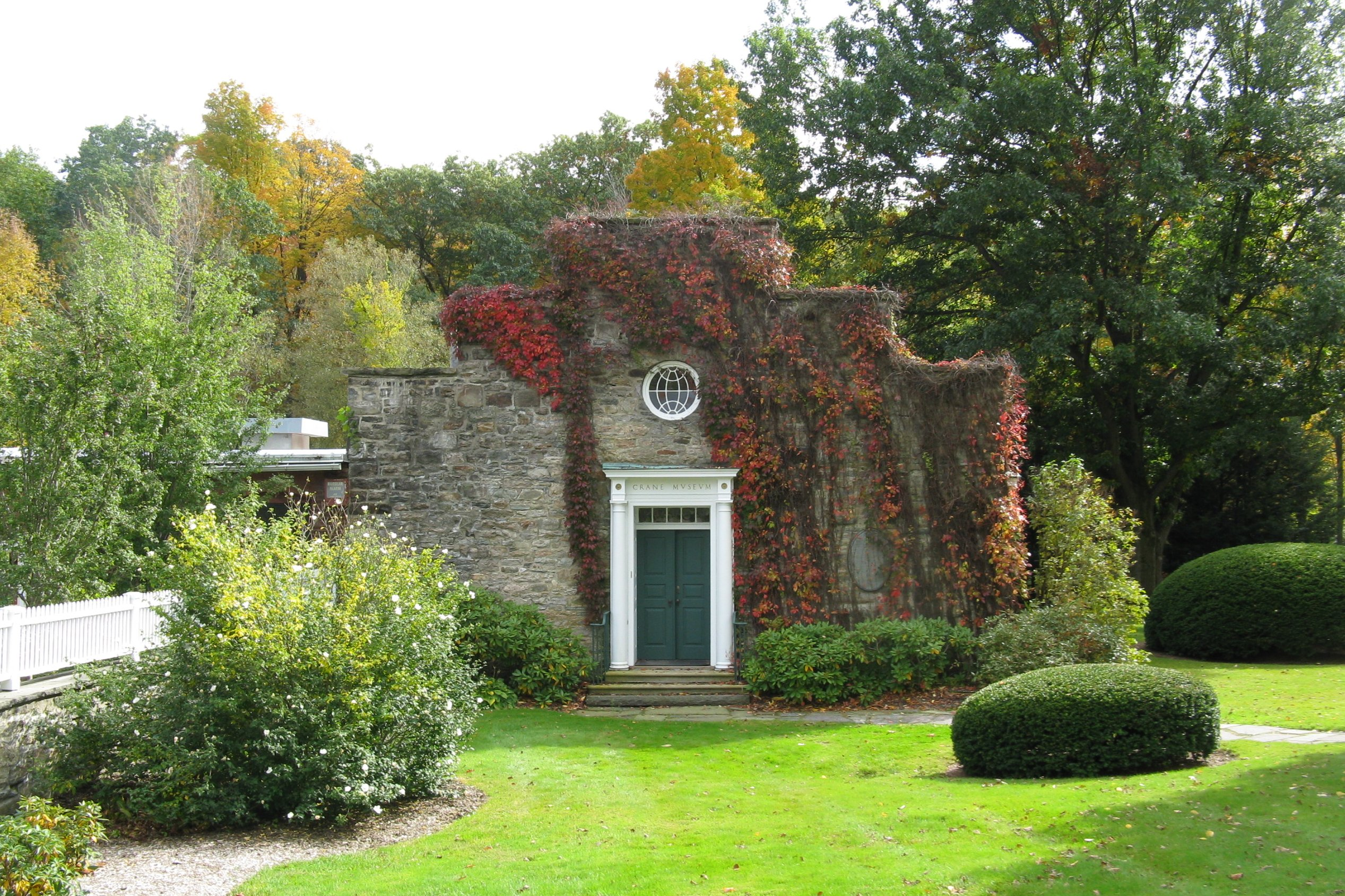
Crane Museum, Dalton

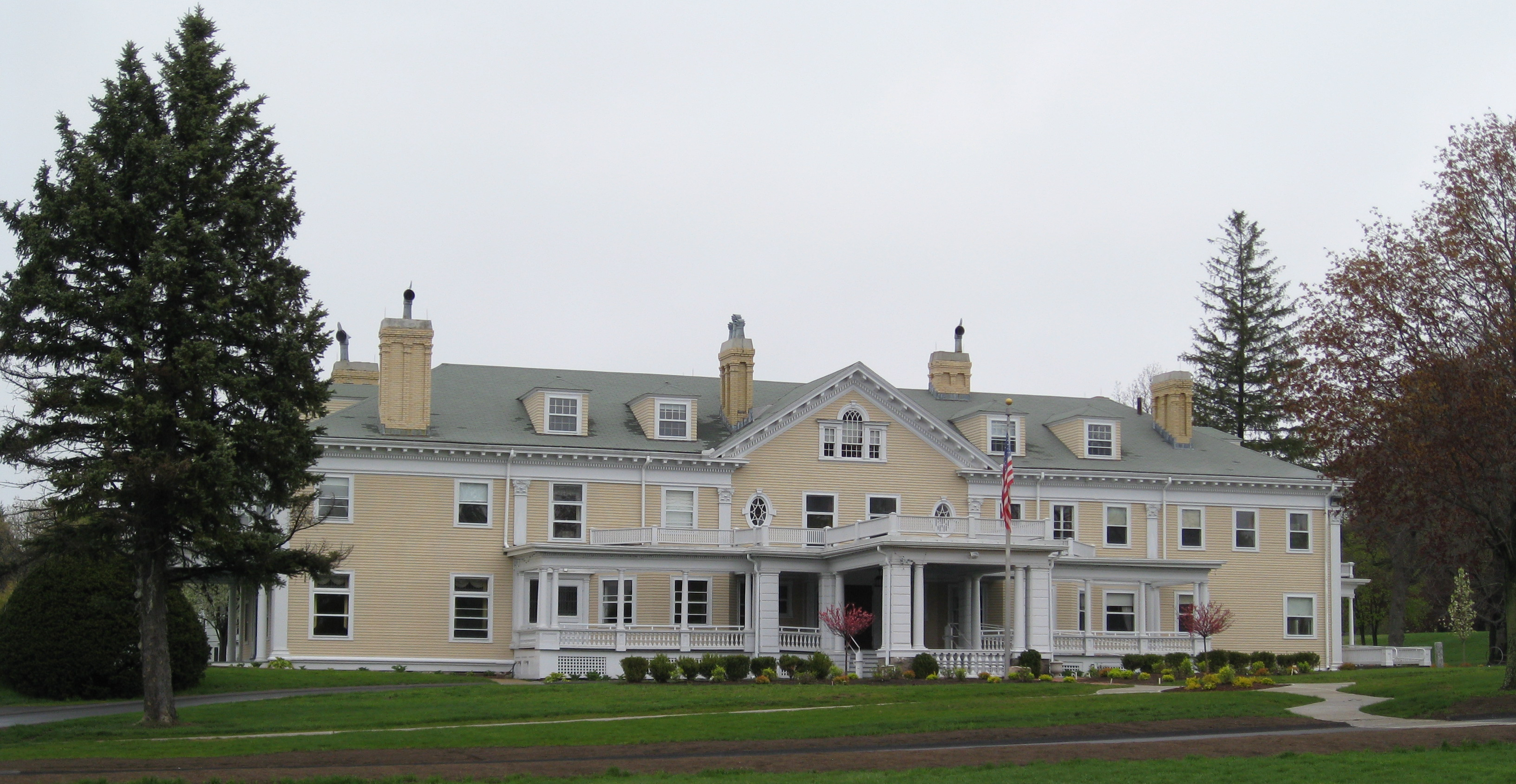
Endicott Estate, Dedham

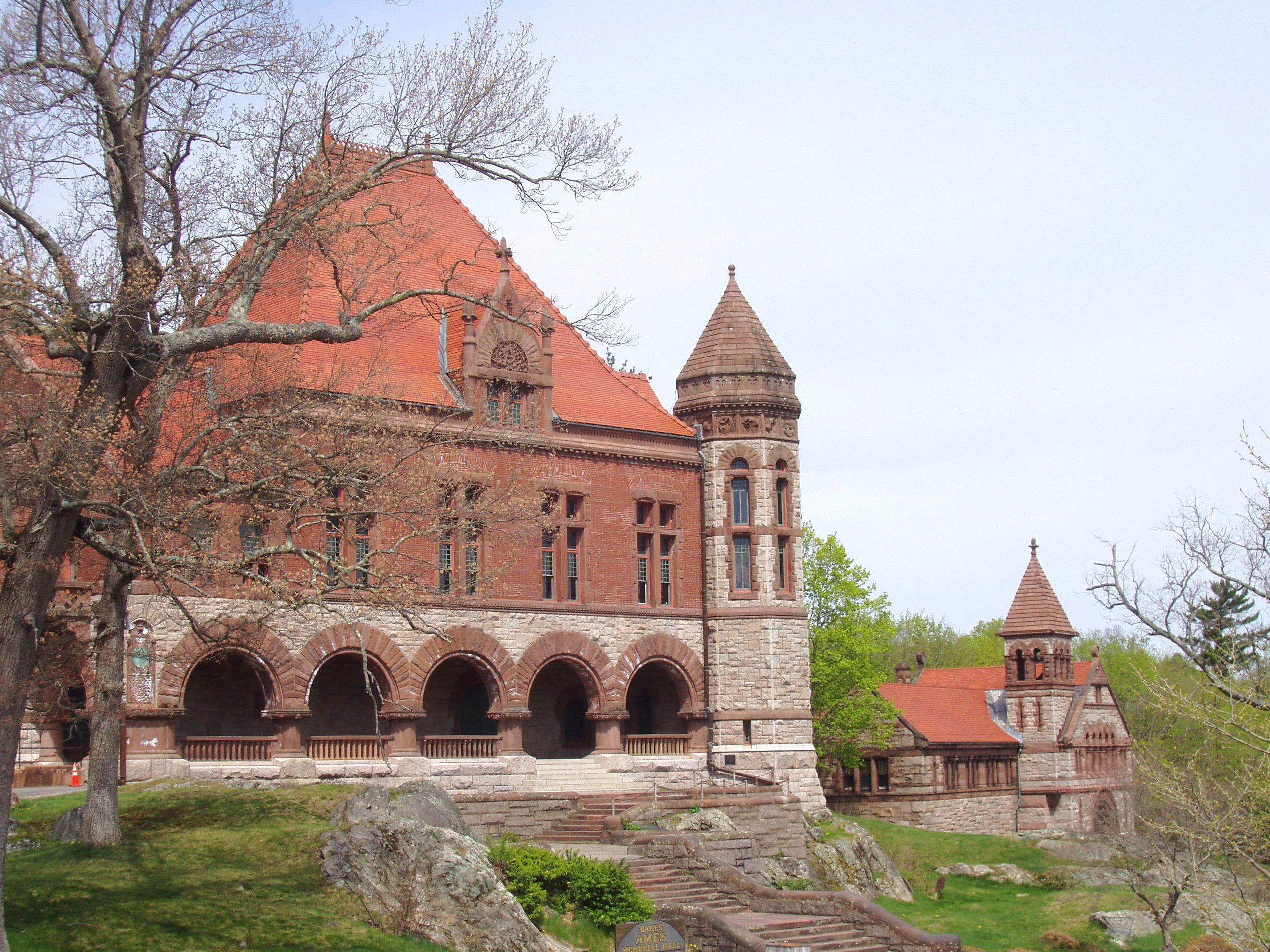
Oakes Ames Memorial Hall, Easton

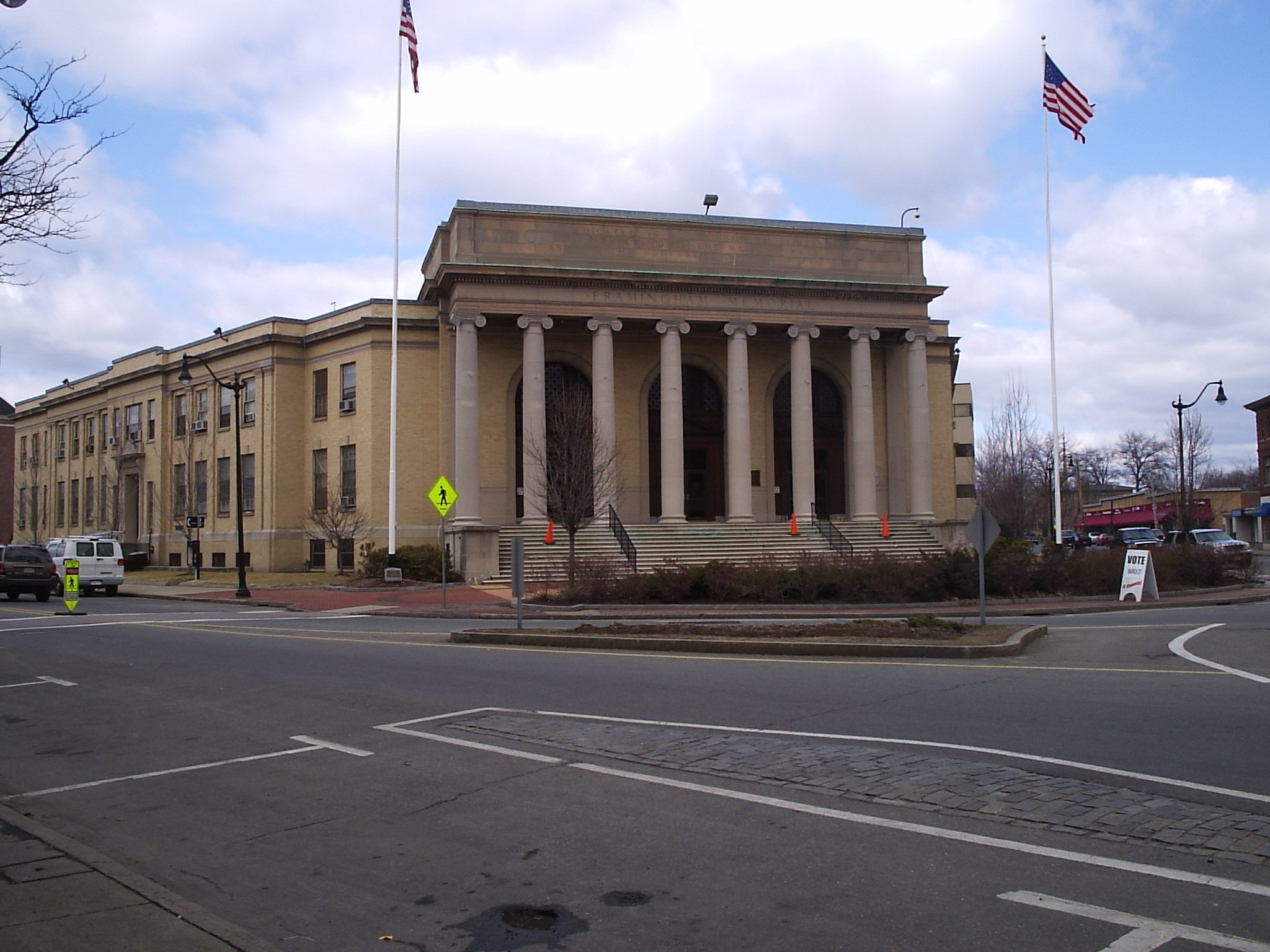
Framingham

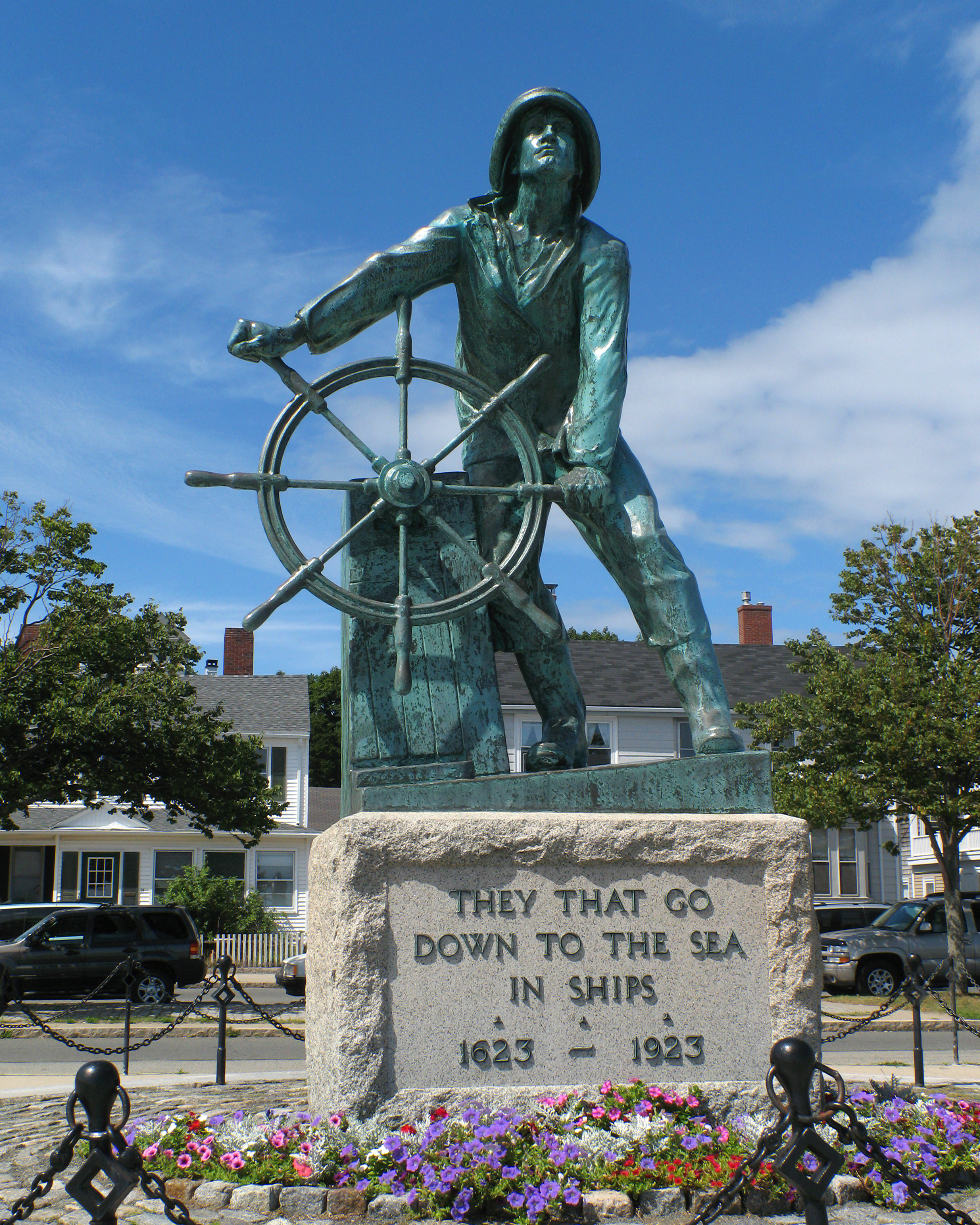
Fisherman's Memorial Cenotaph, Gloucester

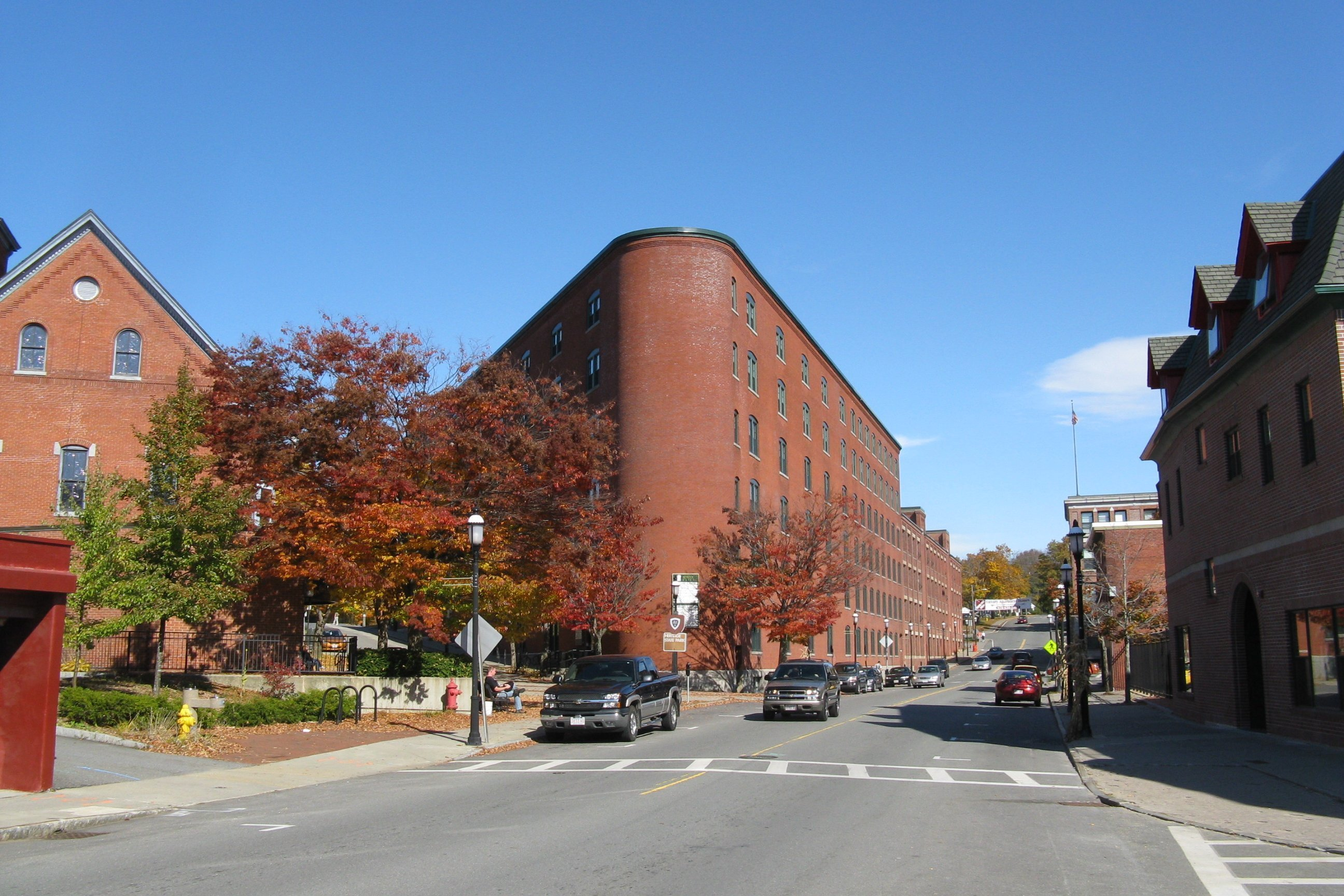
Gardner

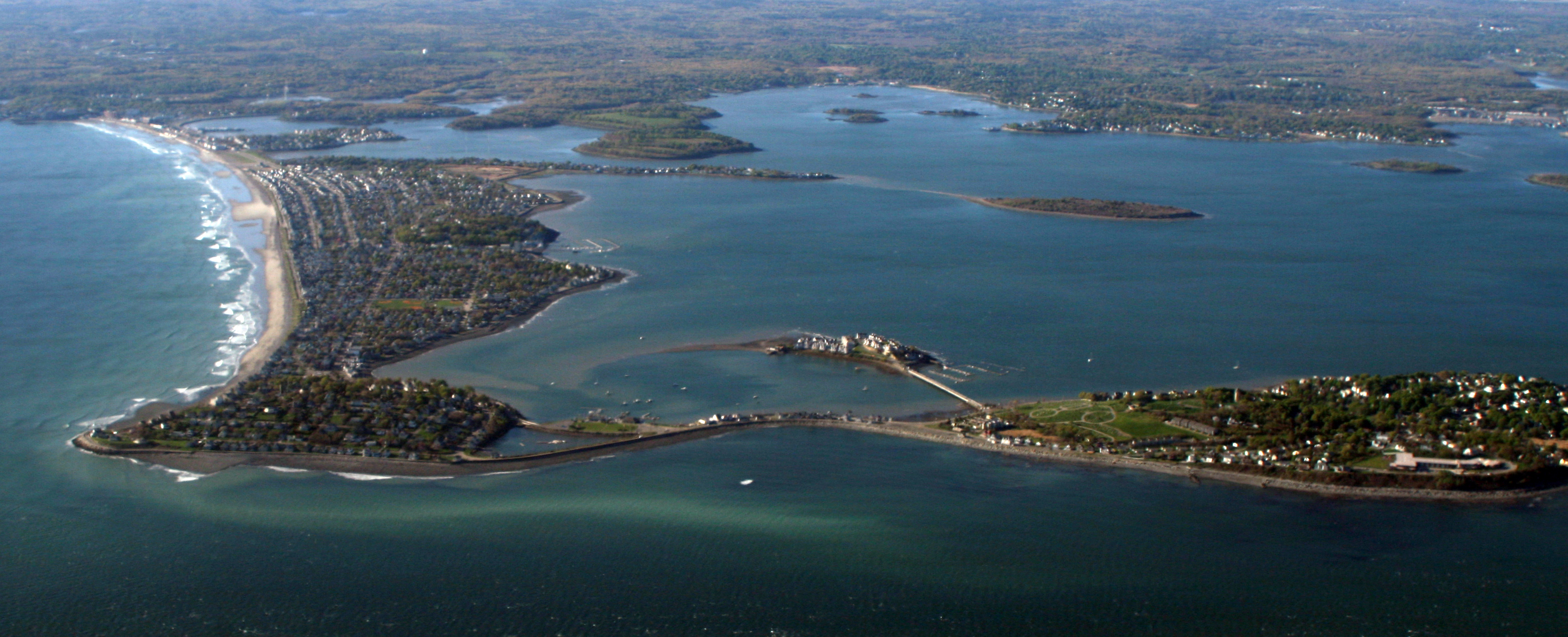
Hull

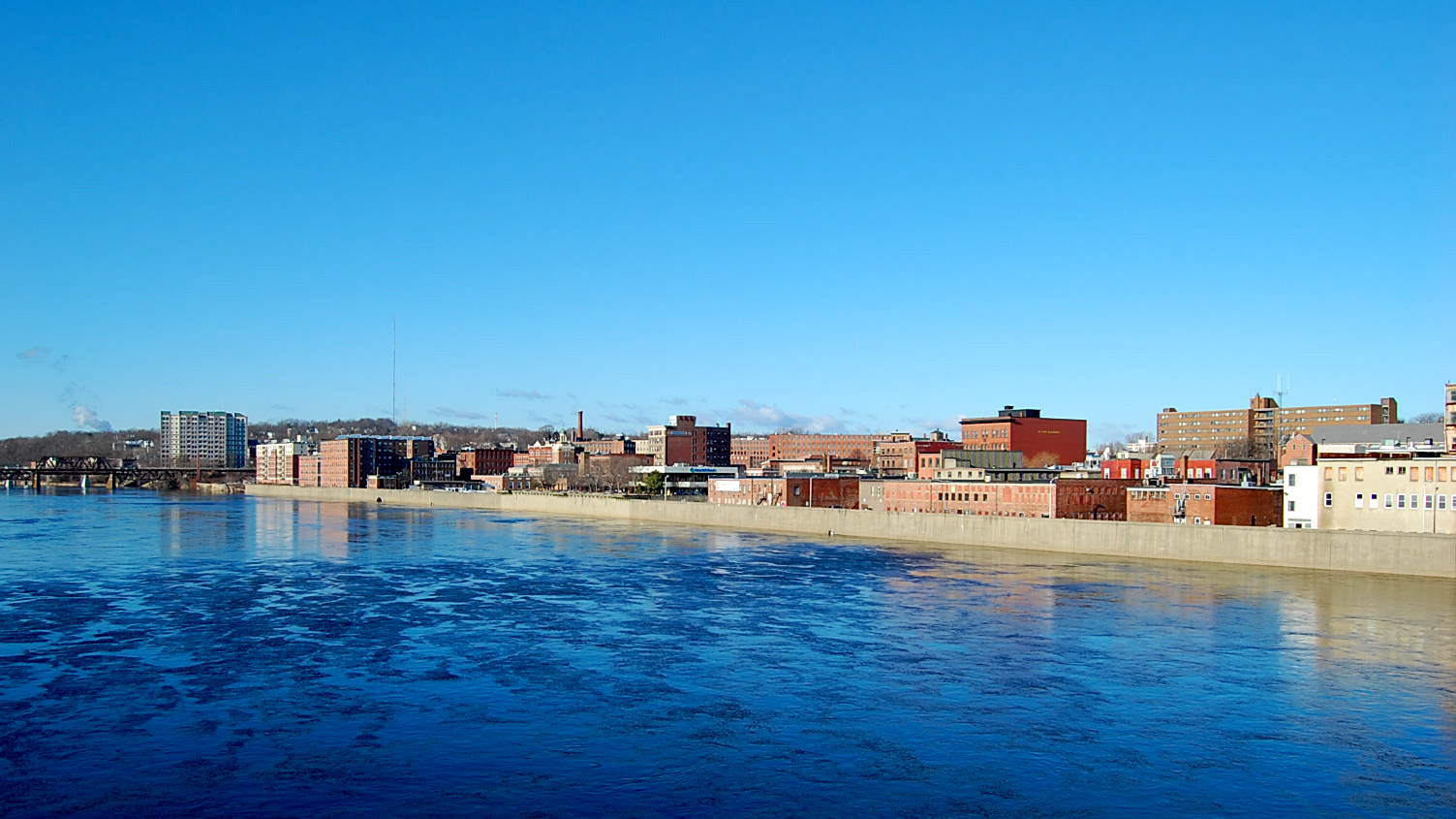
Haverhill

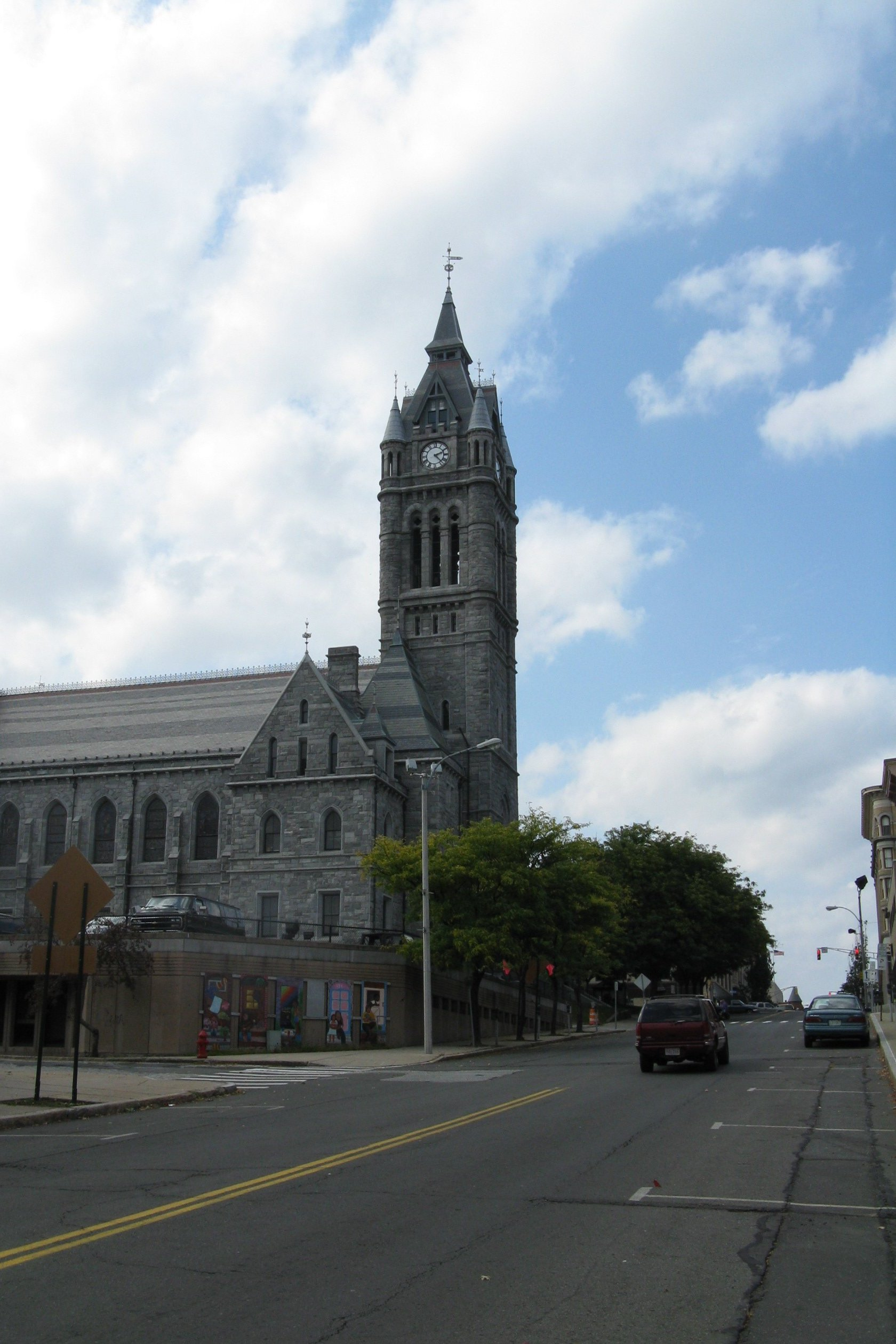
Holyoke

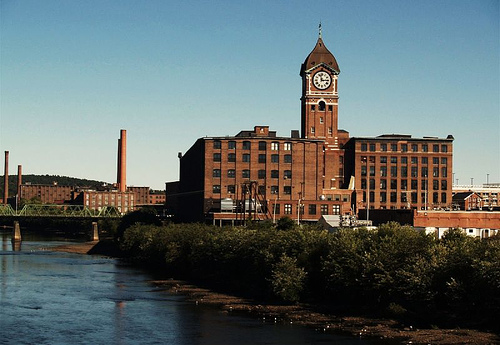
Lawrence

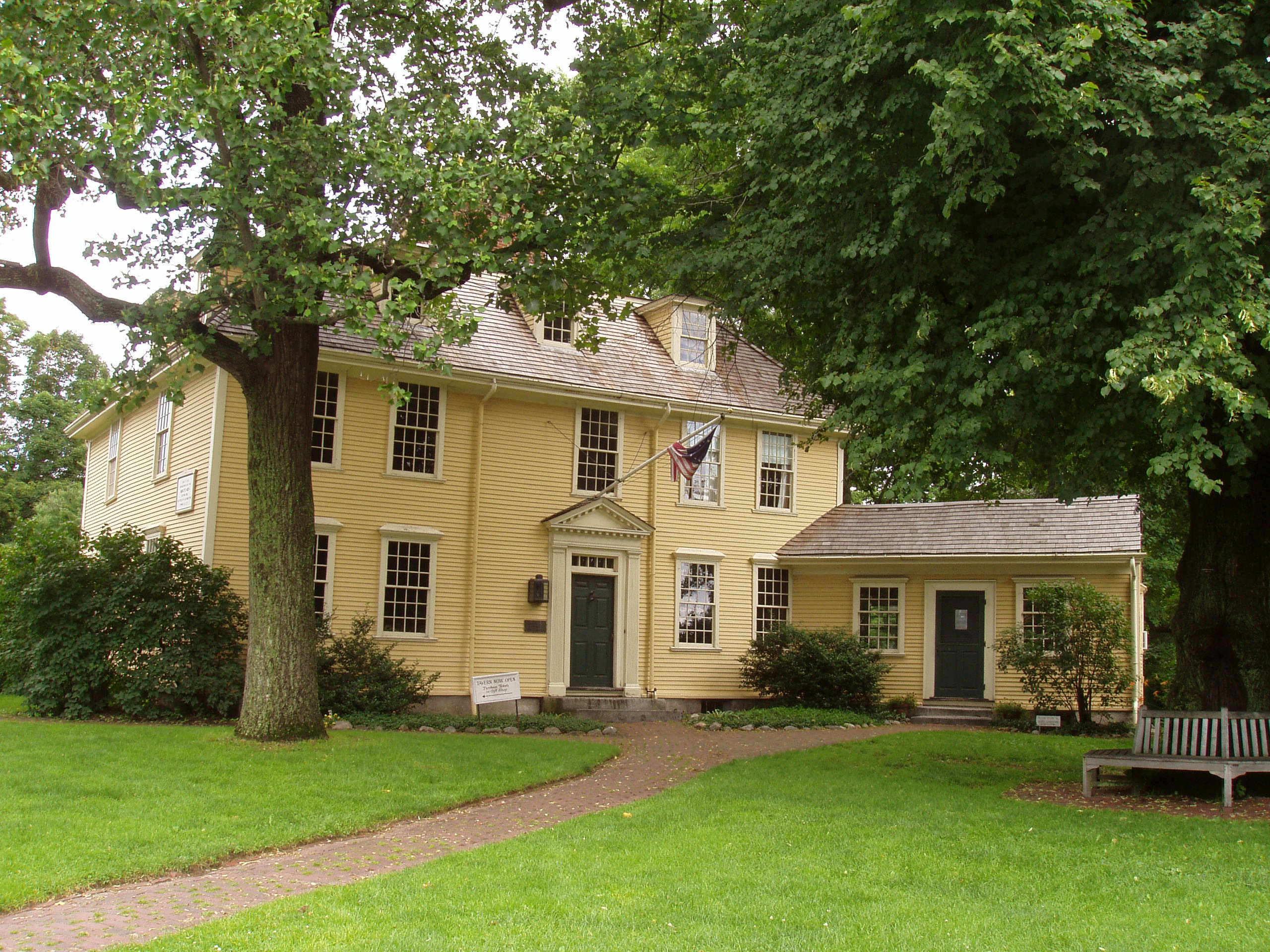
Buckman Tavern, Lexington

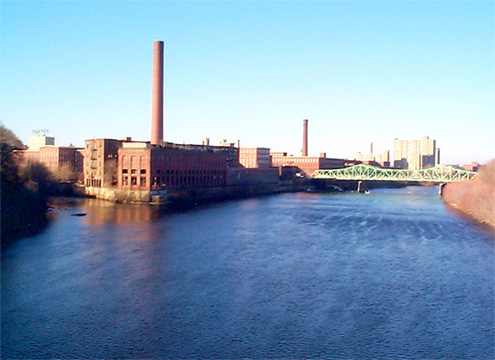
Lowell

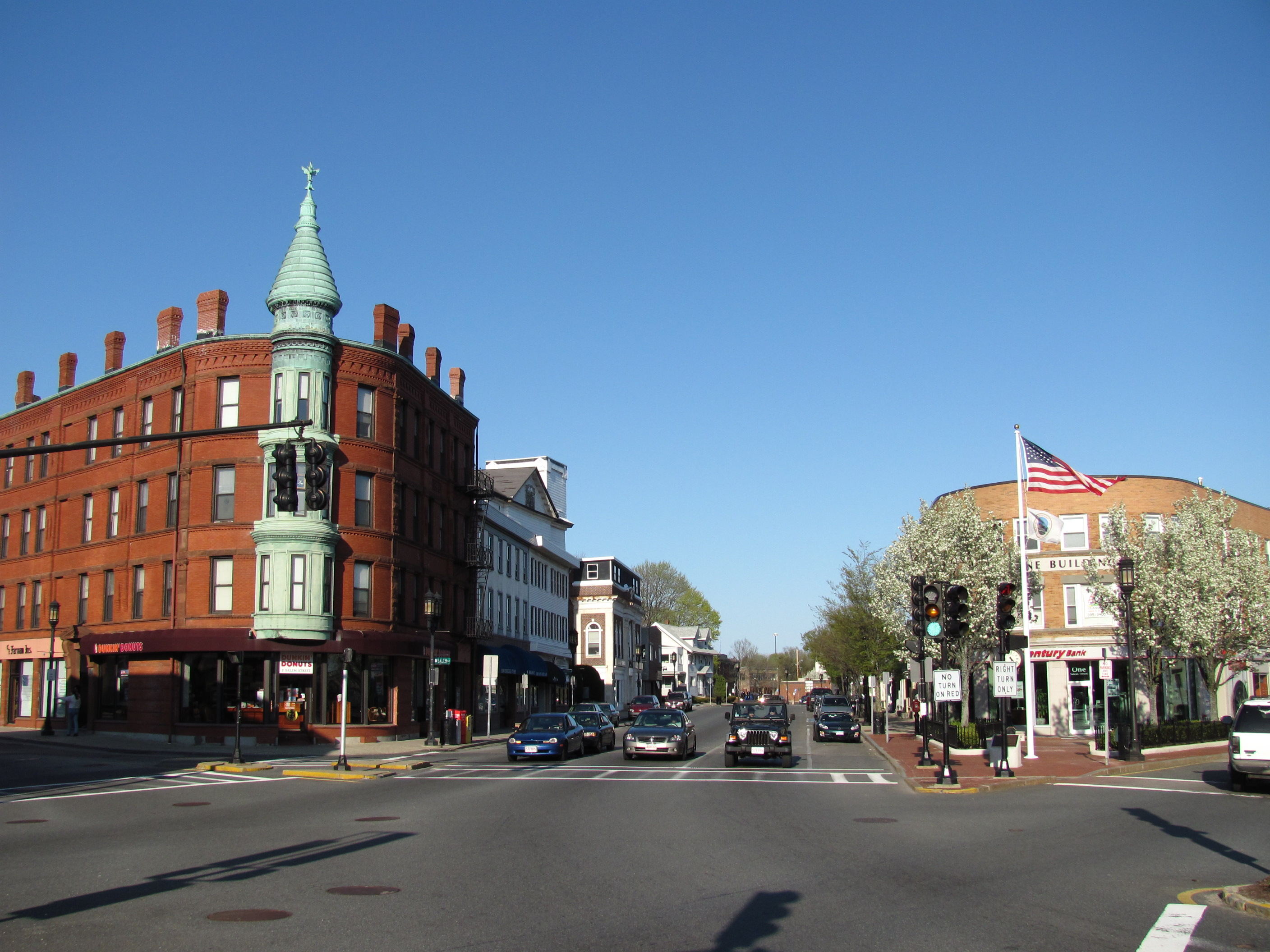
Medford Square

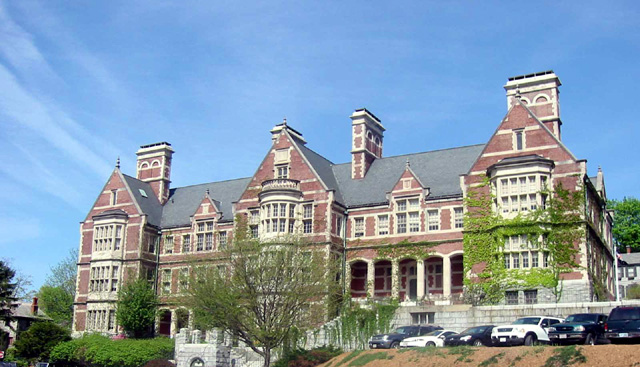
Mairie de Methuen

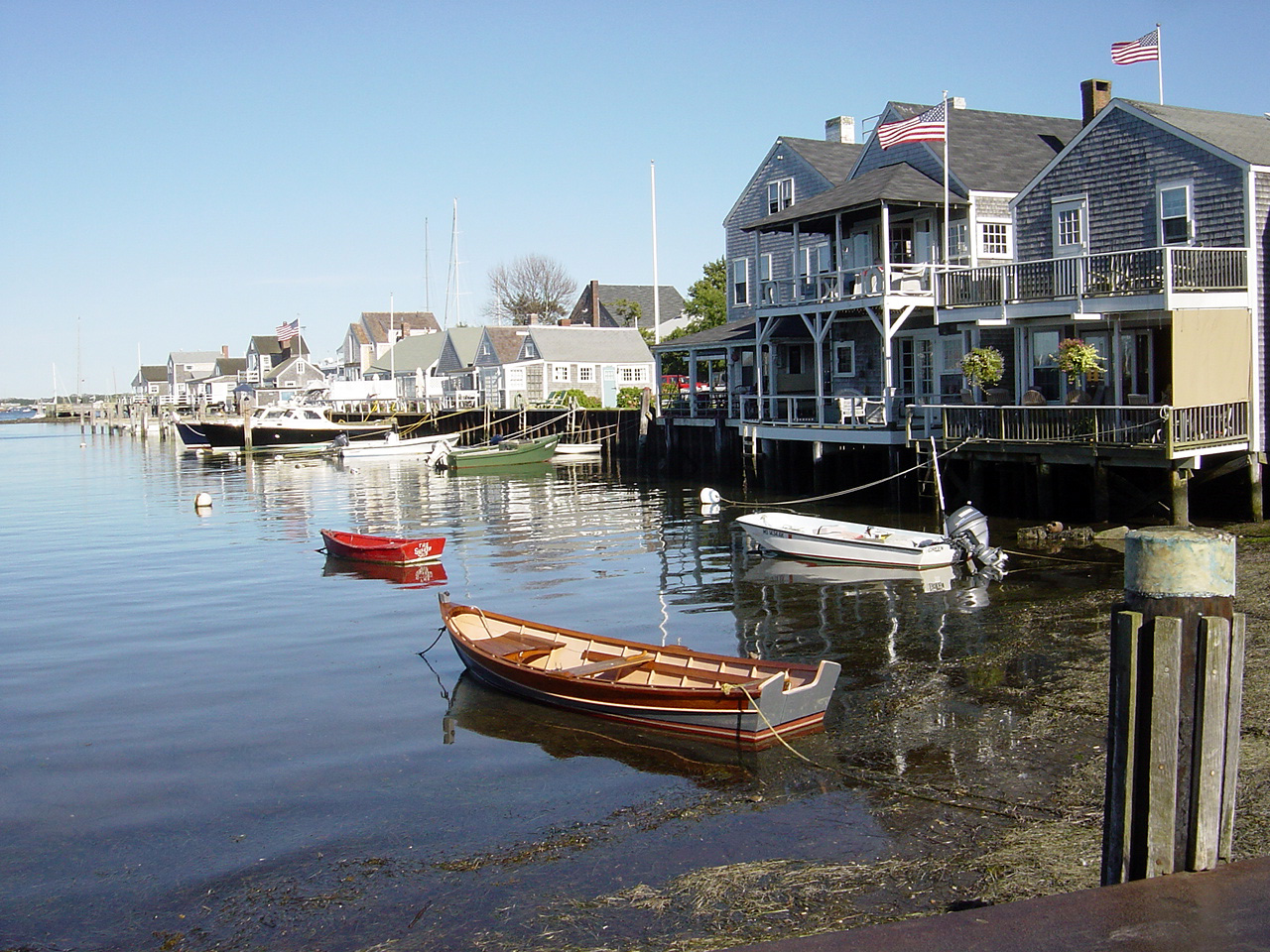
le port de Nantucket

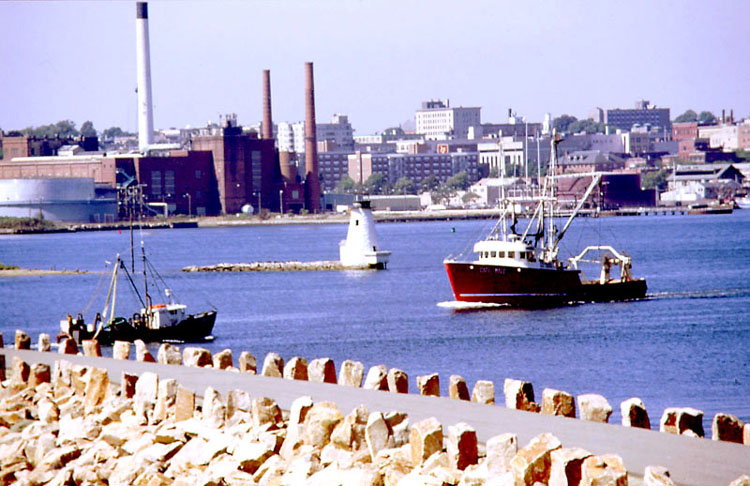
Port de New Bedford

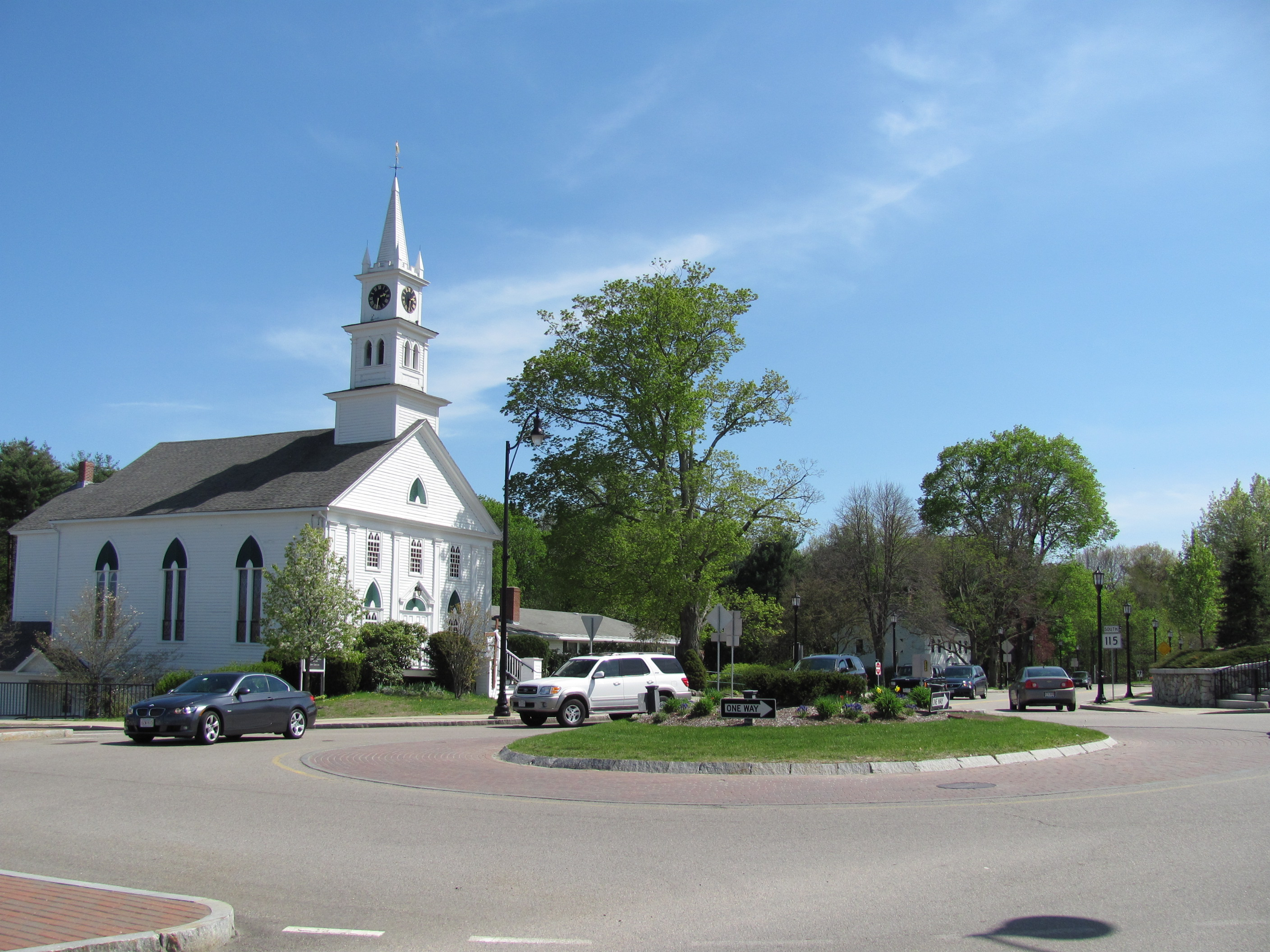
Église fédérale de Norfolk

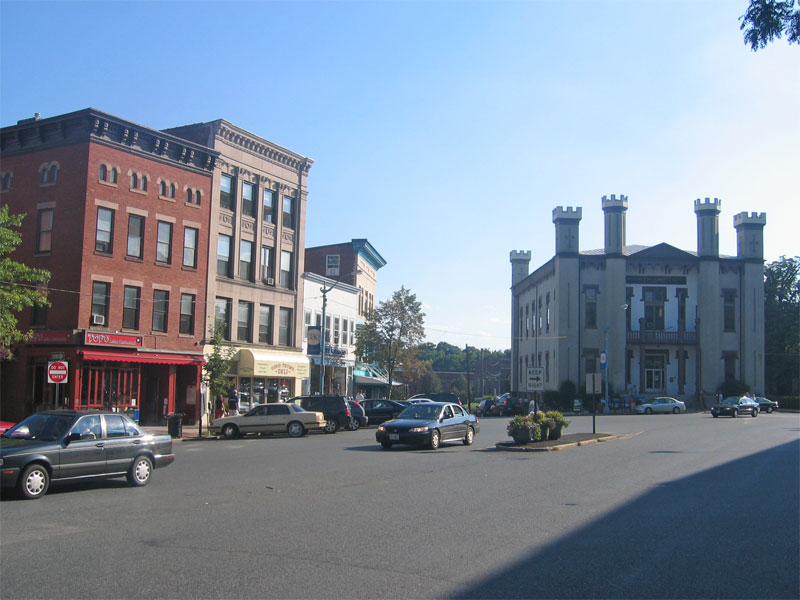
Rue principale et mairie de Northampton

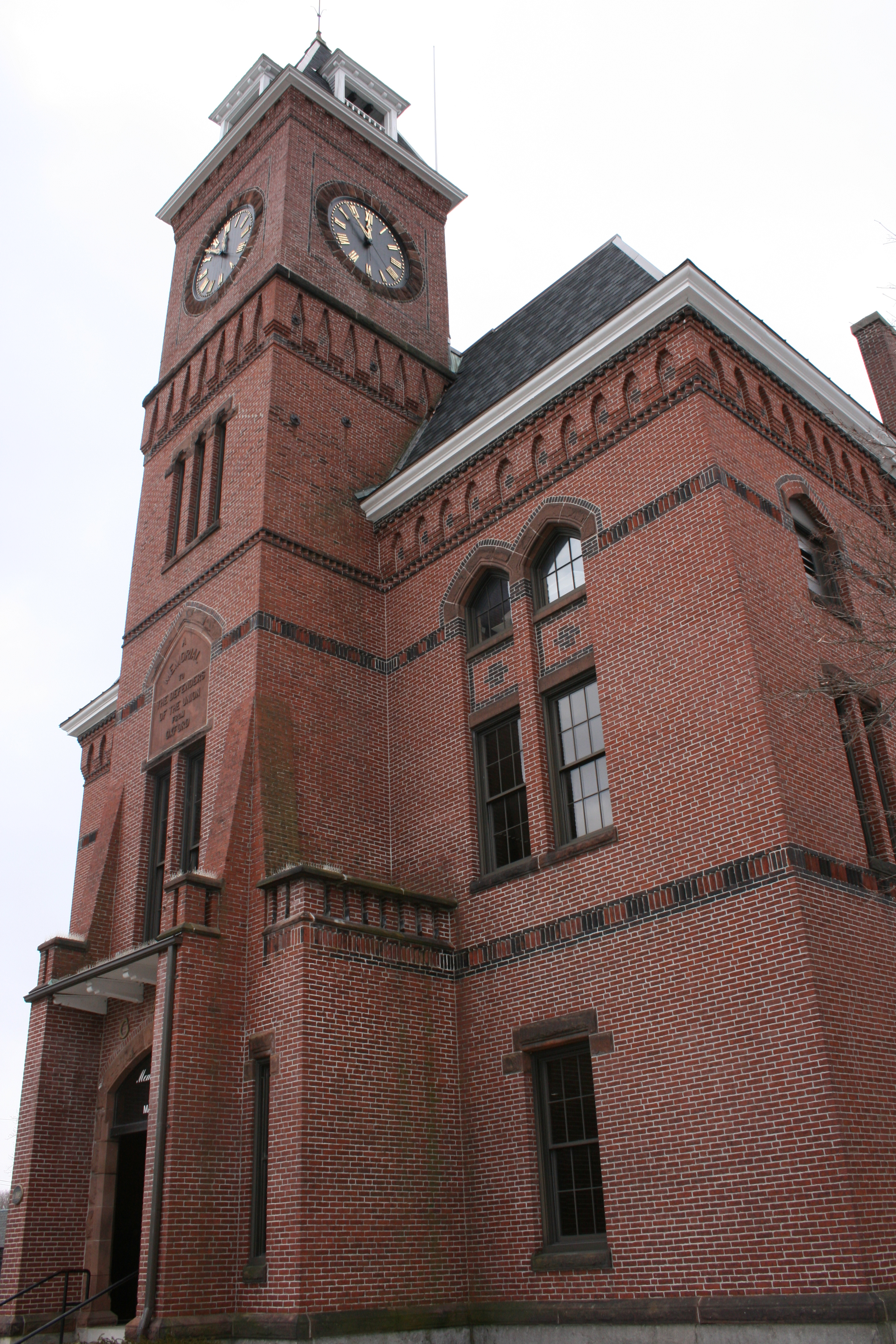
Mairie d'Oxford

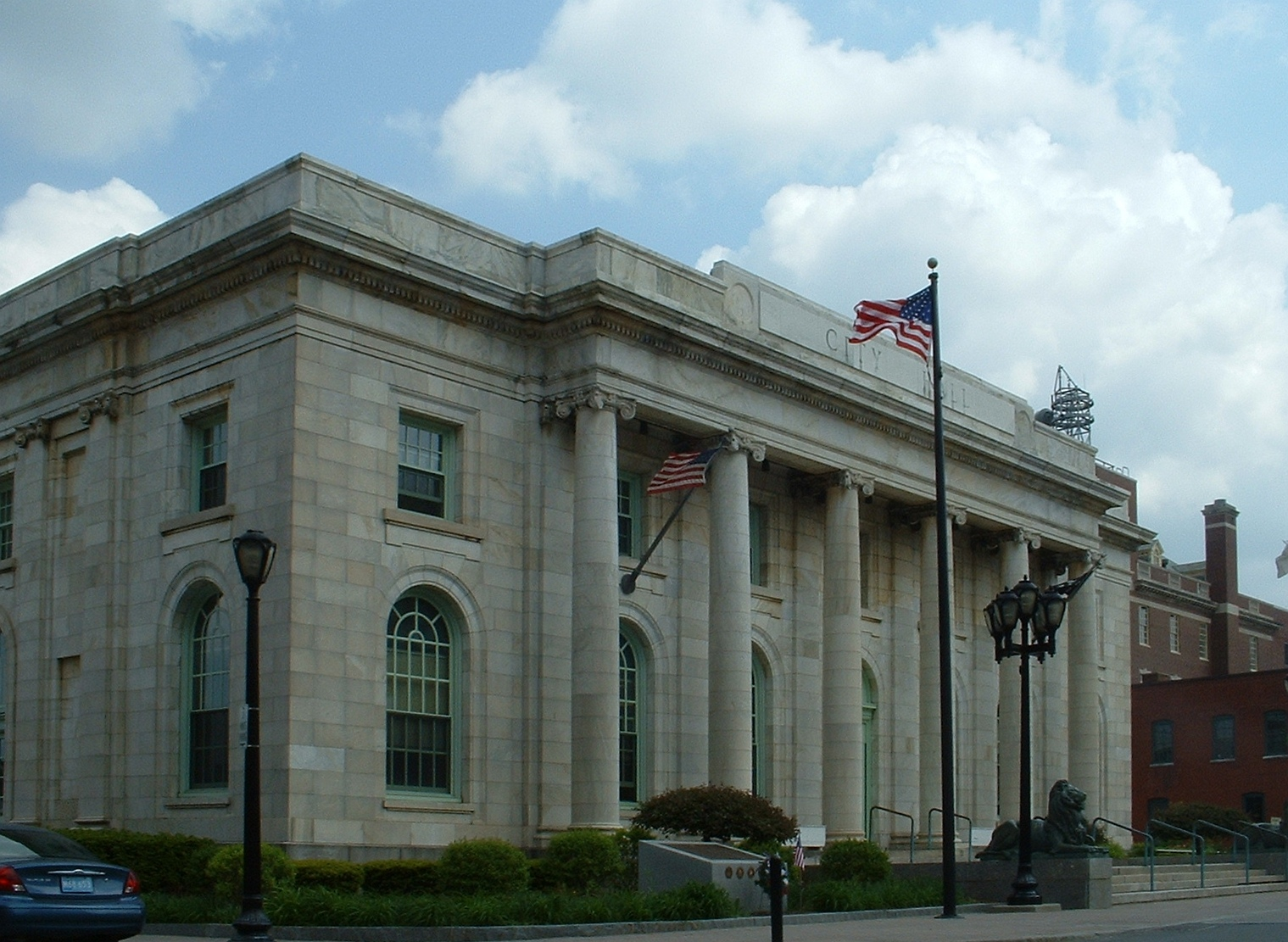
Mairie de Pittsfield

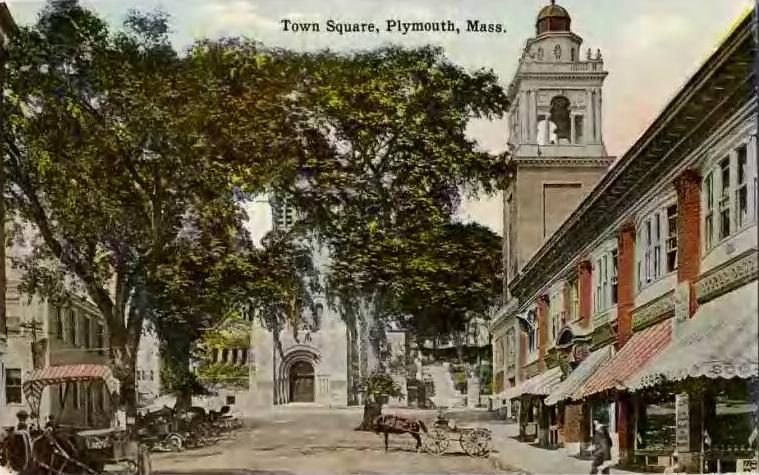
Carte postale de 1910 de Plymouth

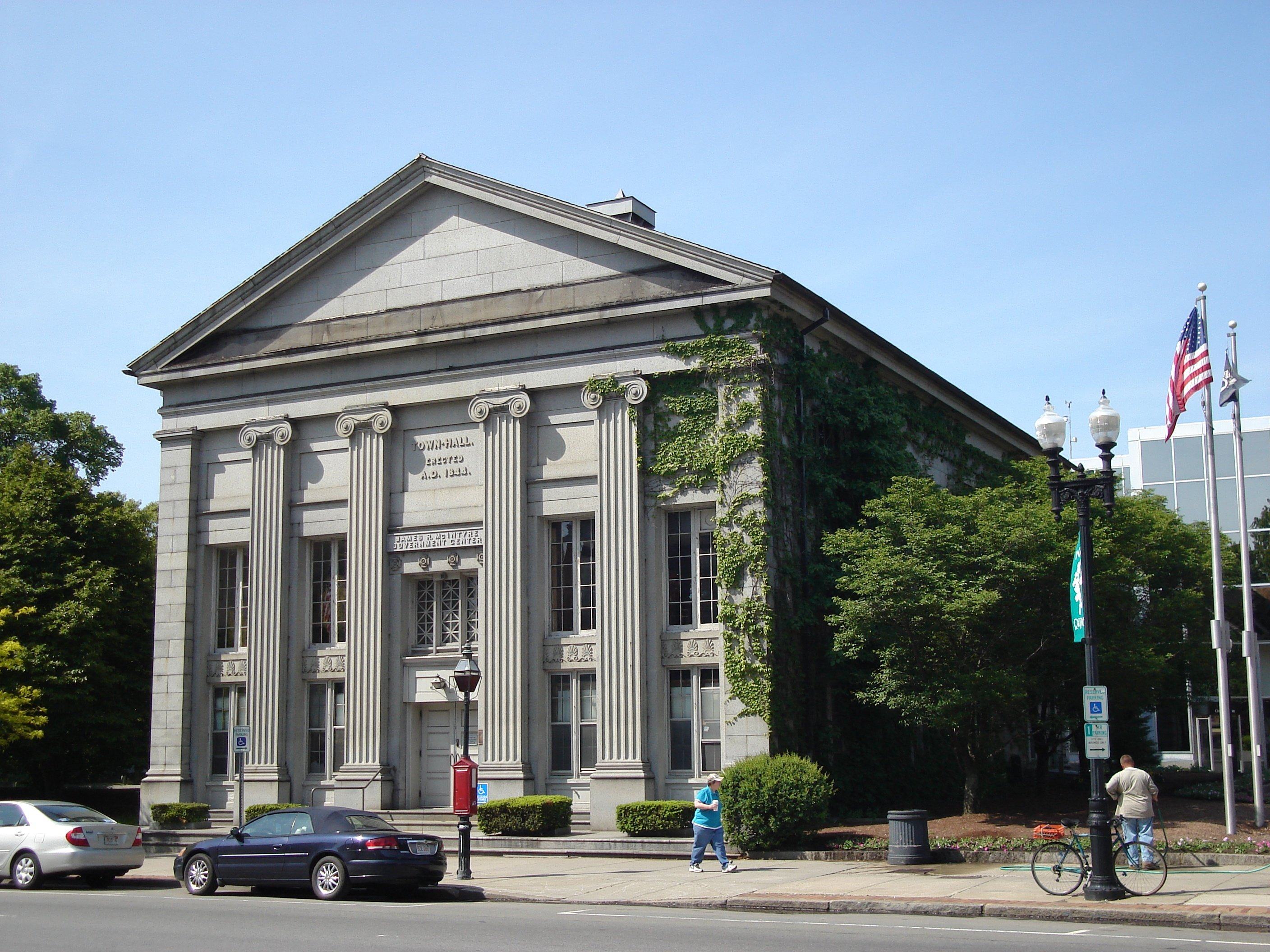
Quincy

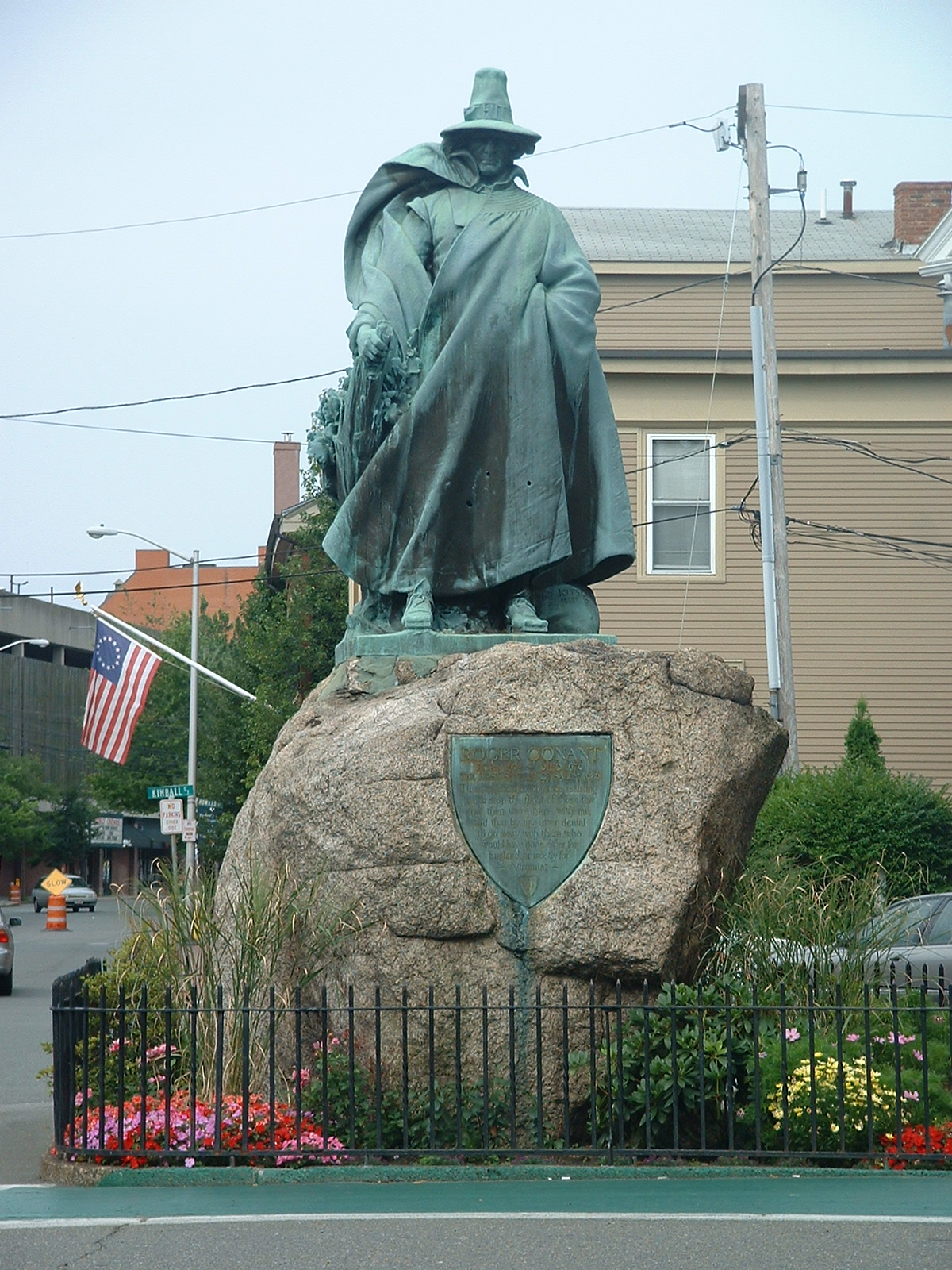
Roger Conant, fondateur de la ville de Salem

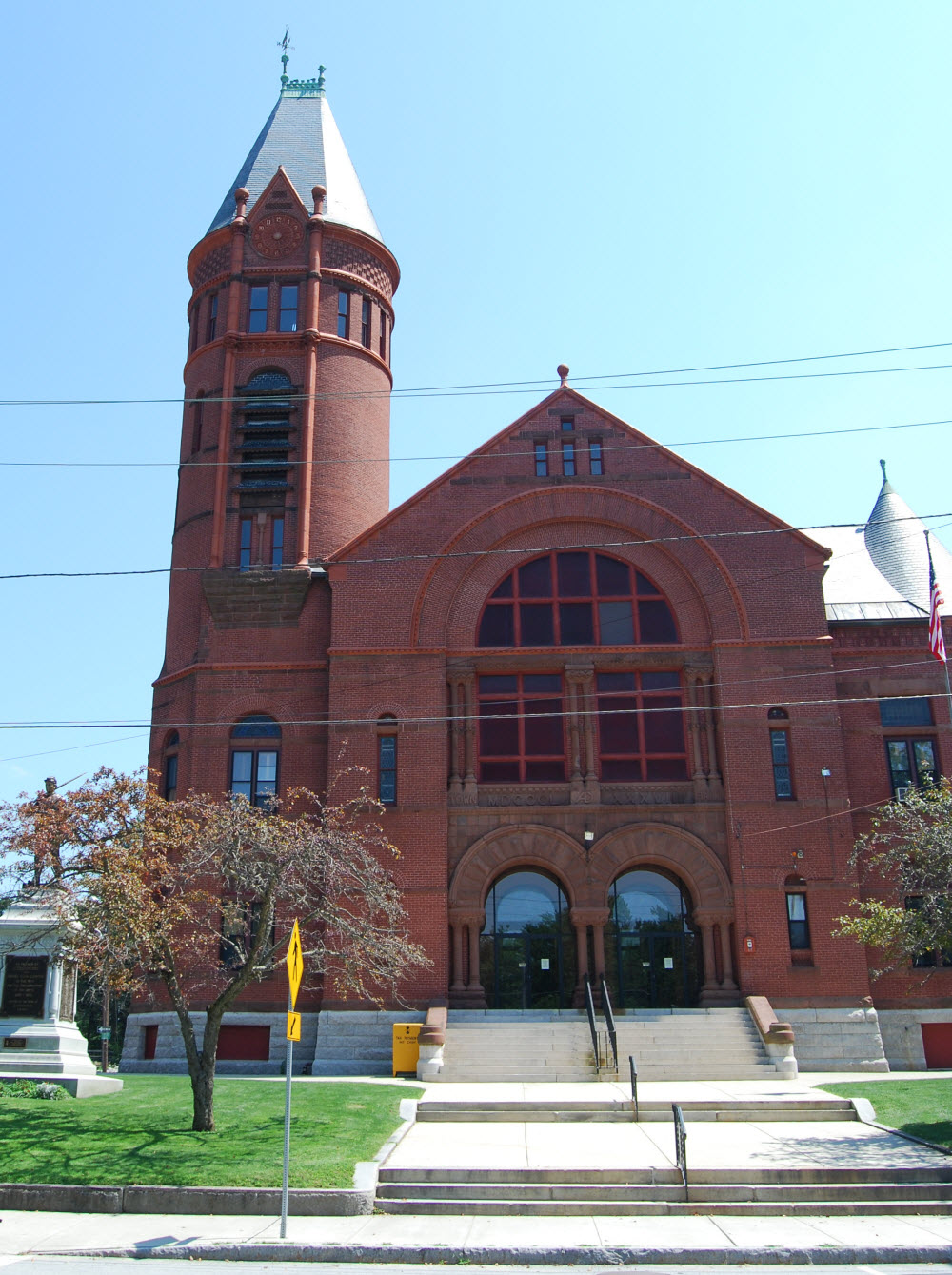
Mairie de Southbridge

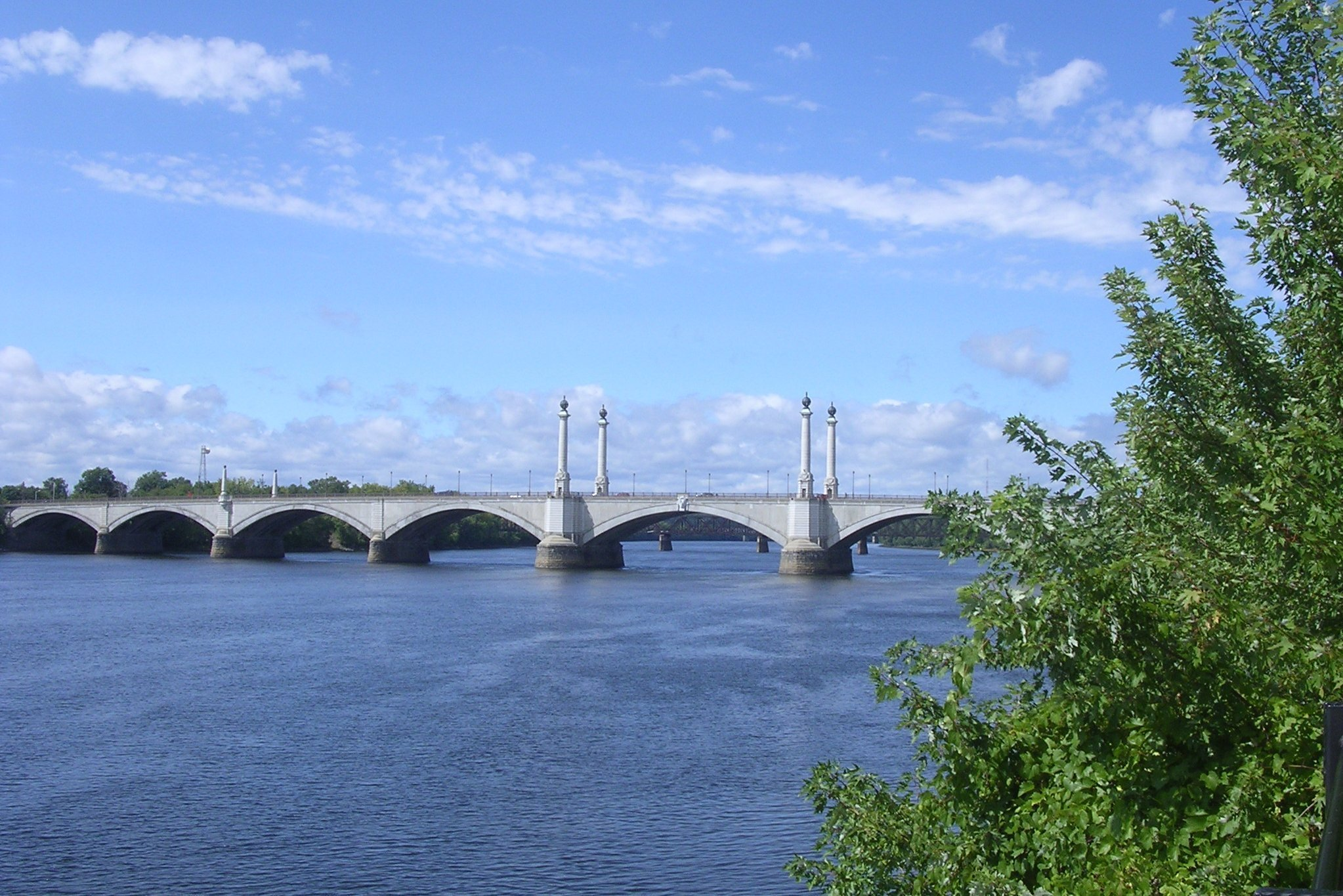
Memorial Bridge de Springfield

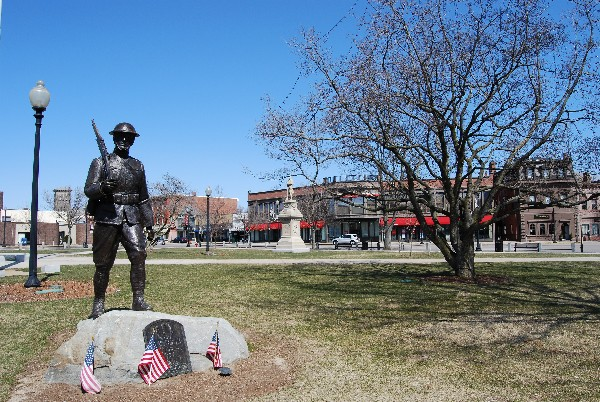
Statue mémorial de la guerre à Taunton

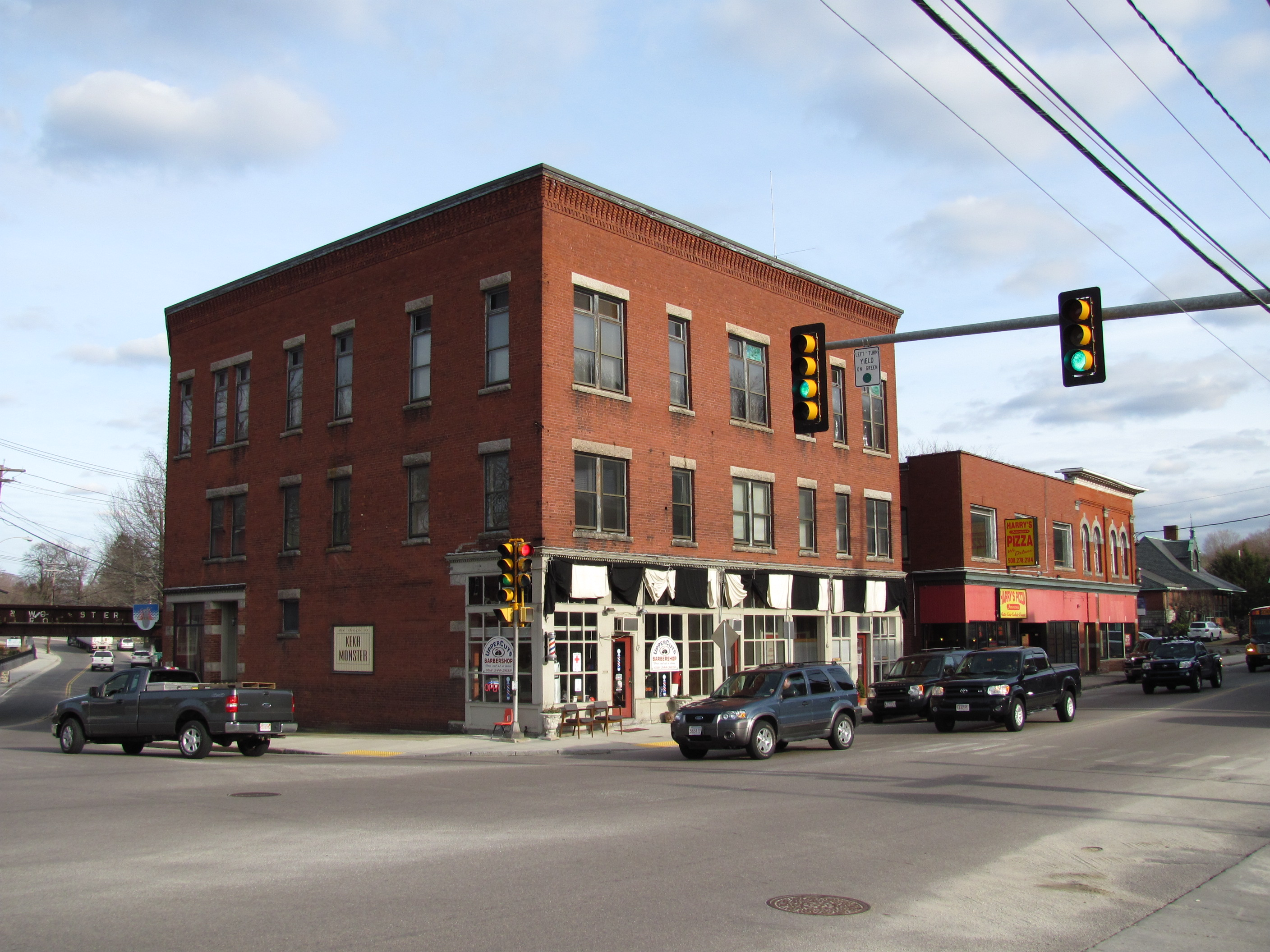
Uxbridge

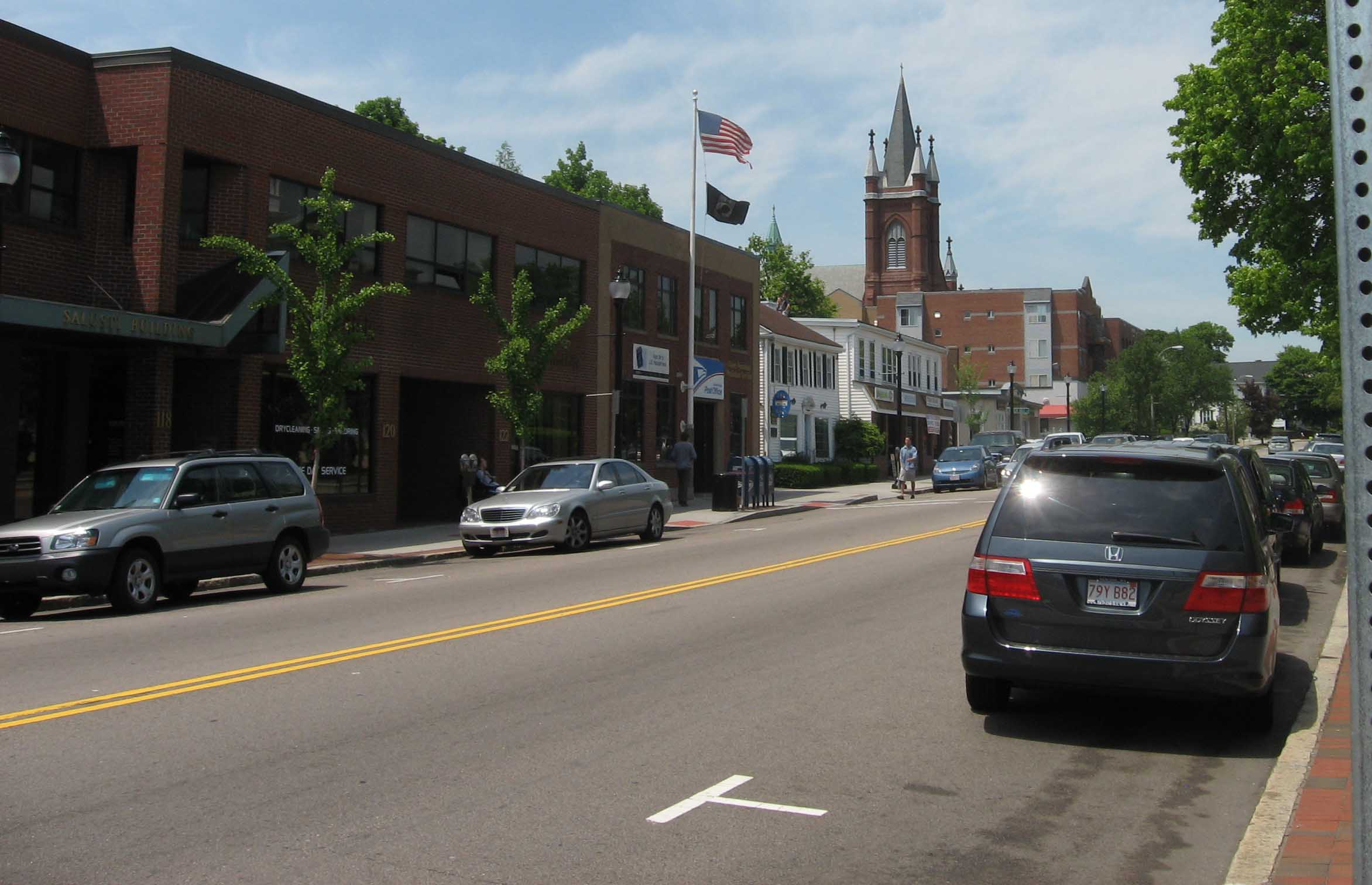
Watertown

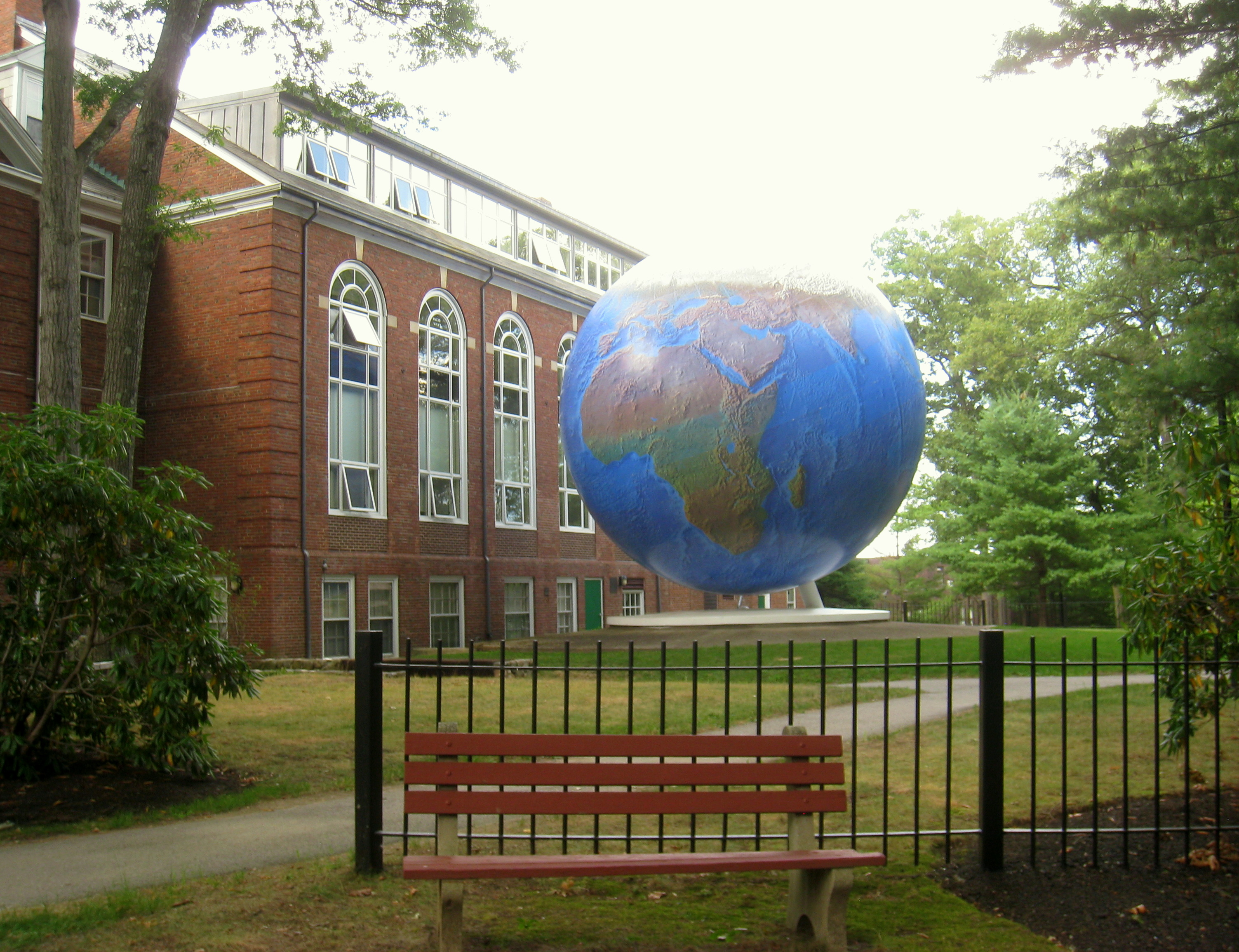
Wellesley

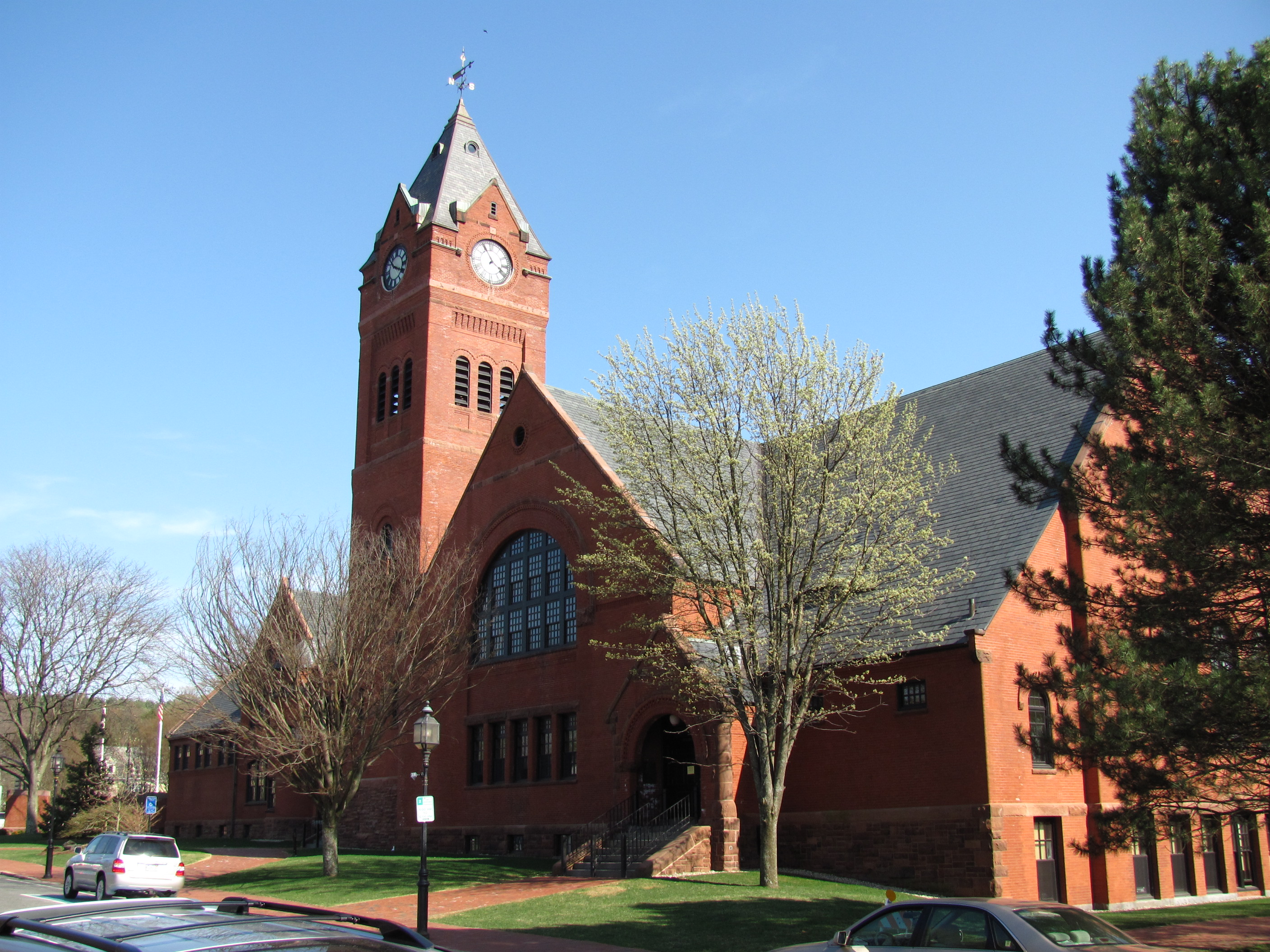
Winchester

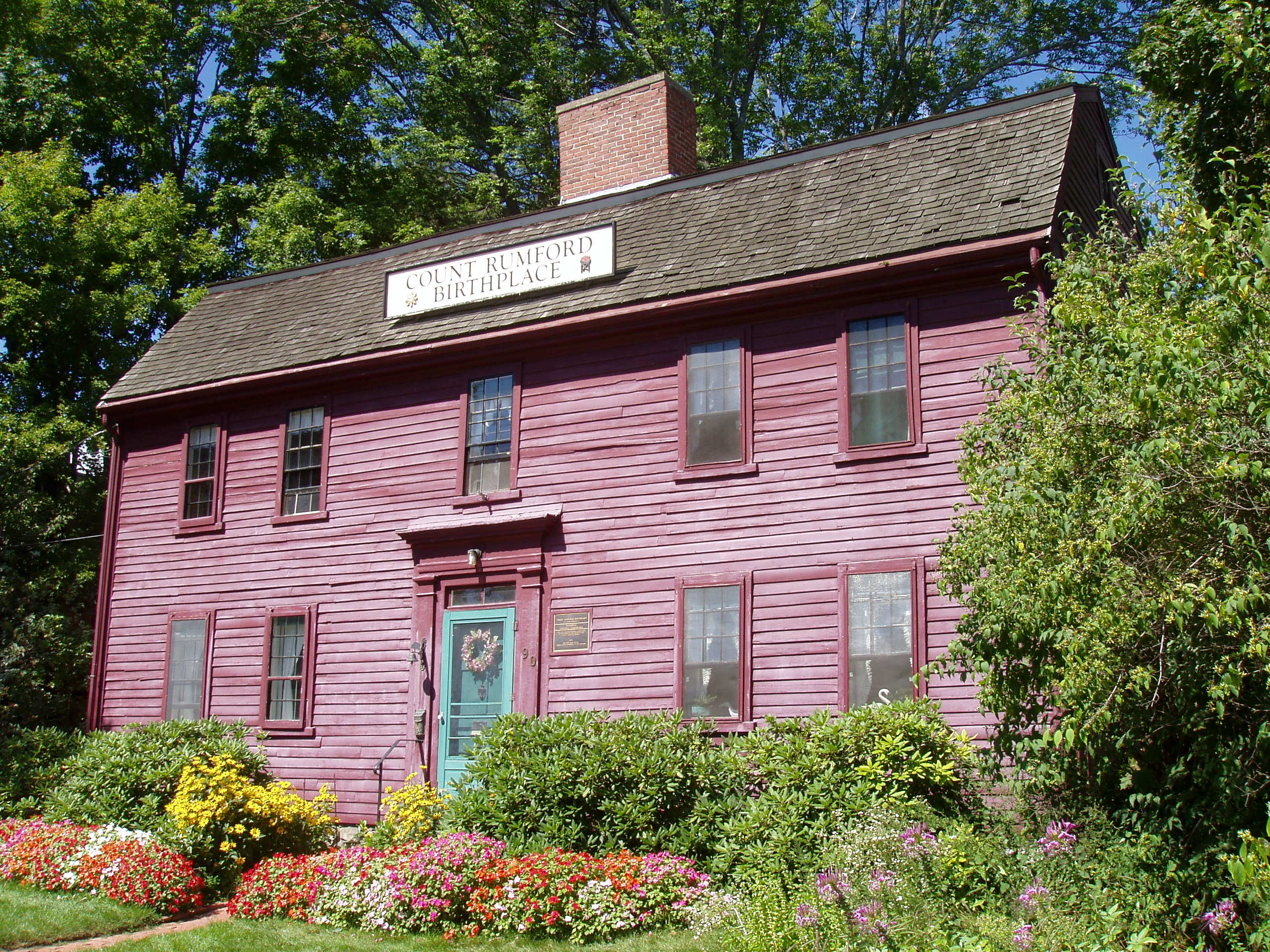
Maison de Benjamin Thompson à Woburn

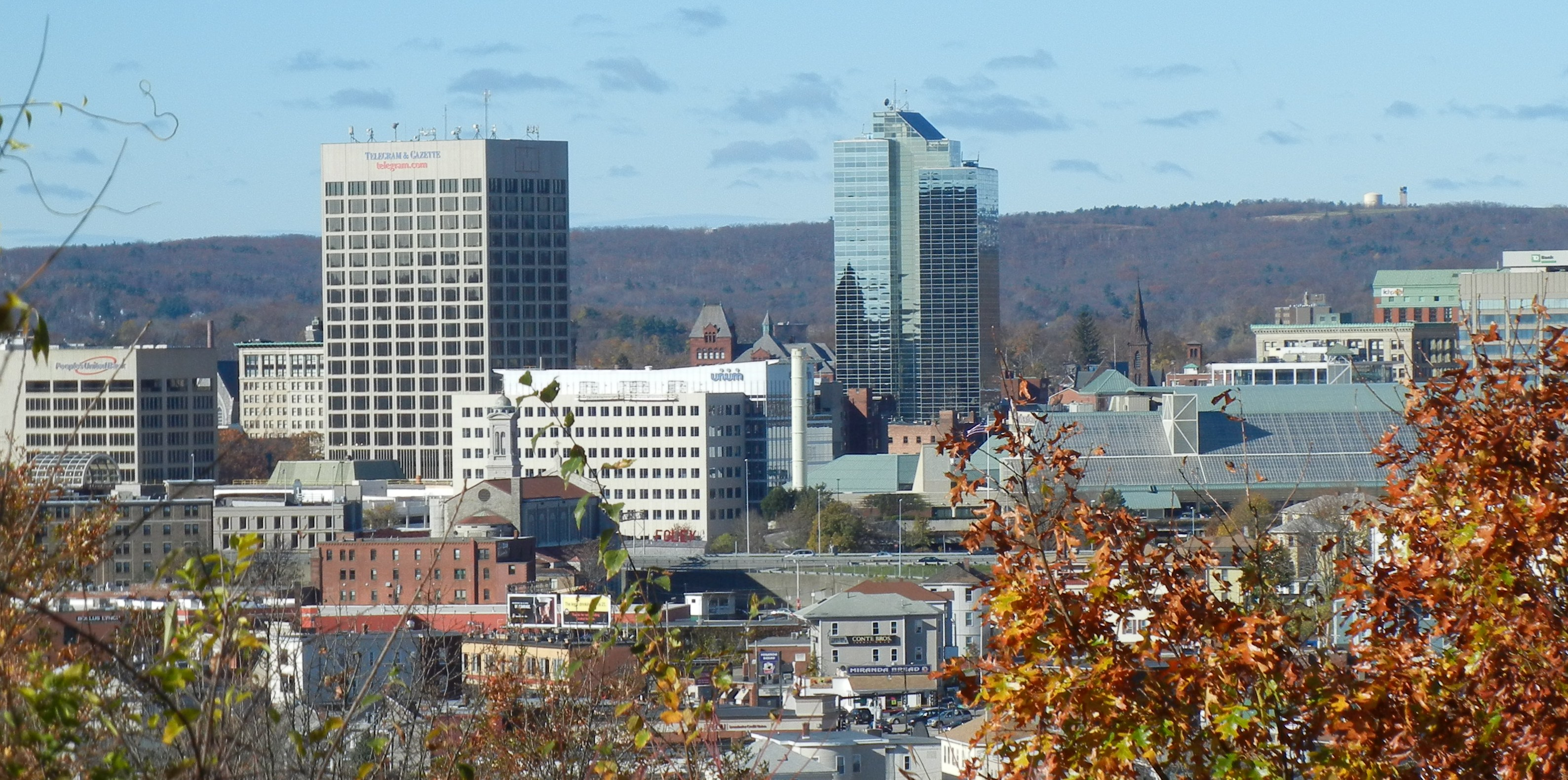
Worcester

Le Massachusetts est un état des États-Unis dont la population compte près de 6,3 millions d'habitants. La capitale et la métropole de l'État est Boston. L’État fait partie de la région de la Nouvelle-Angleterre.
- Haut – A
- B
- C
- D
- E
- F
- G
- H
- I
- J
- K
- L
- M
- N
- O
- P
- Q
- R
- S
- T
- U
- V
- W
- X
- Y
- Z

Par ordre alphabétique, voici la liste des villes du Massachusetts avec la population, donnée pour l'année 2010, puis la date de fondation de la ville.

## A
- Abington, 15 985 hab., fondée en 1668
- Acton, 21 924 hab., fondée en 1639
- Acushnet, 10 303 hab., fondée en 1659
- Adams, 8 485 hab., fondée en 1762
- Agawam, 28 438 hab., fondée en 1635
- Alford, 494 hab., fondée en 1740
- Amesbury, 16 283 hab., fondée en 1642
- Amherst, 37 819 hab., fondée en 1703
- Andover, 33 201 hab., fondée en 1646
- Aquinnah, 311 hab., fondée en 1669
- Arlington, 42 844 hab., fondée en 1630
- Ashburnham, 6 081 hab., fondée en 1736
- Ashby, 3 074 hab., fondée en 1676
- Ashfield, 1 737 hab., fondée en 1743
- Ashland, 16 593 hab., fondée en 1750
- Assonet, 4 084 hab., fondée en 1659
- Athol, 11 584 hab., fondée en 1735
- Attleboro, 43 593 hab., fondée en 1634
- Auburn, 16 188 hab., fondée en 1714
- Avon, 4 356 hab., fondée en 1700
- Ayer, 7 427 hab., fondée en 1668

## B
- Barnstable, 45 193 hab., fondée en 1637
- Barre, 5 398 hab., fondée en 1720
- Becket, 1 779 hab., fondée en 1740
- Bedford, 13 320 hab., fondée en 1640
- Belchertown, 14 649 hab., fondée en 1731
- Bellingham, 16 332 hab., fondée en 1713
- Belmont, 24 729 hab., fondée en 1636
- Berkley, 6 411 hab., fondée en 1638
- Berlin, 2 866 hab., fondée en 1665
- Bernardston, 2 129 hab., fondée en 1738
- Beverly, 39 502 hab., fondée en 1626
- Billerica, 40 243 hab., fondée en 1652
- Blackstone, 9 026 hab., fondée en 1662
- Blandford, 1 233 hab., fondée en 1735
- Bolton, 4 897 hab., fondée en 1682
- Boston, 617 594 hab., fondée en 1630
- Bourne, 19 754 hab., fondée en 1640
- Boxborough, 4 996 hab., fondée en 1680
- Boxford, 7 965 hab., fondée en 1645
- Boylston, 4 355 hab., fondée en 1705
- Braintree, 35 744 hab., fondée en 1634
- Brewster, 9 820 hab., fondée en 1656
- Bridgewater, 26 563 hab., fondée en 1650
- Brimfield, 3 609 hab., fondée en 1706
- Brockton, 93 810 hab., fondée en 1700
- Brookfield, 3 390 hab., fondée en 1660
- Brookline, 58 732 hab., fondée en 1638
- Buckland, 1 902 hab., fondée en 1779
- Burlington, 24 498 hab., fondée en 1641

## C
- Cambridge, 105 162 hab., fondée en 1630
- Canton, 21 561 hab., fondée en 1630
- Carlisle, 4 852 hab., fondée en 1650
- Carver, 11 509 hab., fondée en 1660
- Charlemont, 1 266 hab., fondée en 1742
- Charlton, 12 981 hab., fondée en 1735
- Chatham, 6 125 hab., fondée en 1665
- Chelmsford, 33 802 hab., fondée en 1633
- Chelsea, 35 177 hab., fondée en 1624
- Cheshire, 3 235 hab., fondée en 1766
- Chester, 1 337 hab., fondée en 1760
- Chesterfield, 1 222 hab., fondée en 1760
- Chicopee, 55 298 hab., fondée en 1640
- Chilmark, 866 hab., fondée en 1660
- Clarksburg, 1 702 hab., fondée en 1764
- Clinton, 13 606 hab., fondée en 1654
- Cohasset, 7 542 hab., fondée en 1647
- Colrain, 1 671 hab., fondée en 1735
- Concord, 17 668 hab., fondée en 1635
- Conway, 1 897 hab., fondée en 1762
- Cummington, 872 hab., fondée en 1762

## D
- Dalton, 6 756 hab., fondée en 1755
- Danvers, 26 493 hab., fondée en 1636
- Dartmouth, 34 032 hab., fondée en 1652
- Dedham, 24 729 hab., fondée en 1635
- Deerfield, 5 125 hab., fondée en 1673
- Dennis, 14 207 hab., fondée en 1639
- Dighton, 7 086 hab., fondée en 1678
- Douglas, 8 471 hab., fondée en 1721
- Dover, 5 589 hab., fondée en 1635
- Dracut, 29 457 hab., fondée en 1653
- Dudley, 11 390 hab., fondée en 1714
- Dunstable, 3 179 hab., fondée en 1656
- Duxbury, 15 059 hab., fondée en 1624

## E
- East Bridgewater, 13 794 hab., fondée en 1649
- East Brookfield, 2 183 hab., fondée en 1664
- East Longmeadow, 15 720 hab., fondée en 1720
- Eastham, 4 956 hab., fondée en 1644
- Easthampton, 16 053 hab., fondée en 1664
- Easton, 23 112 hab., fondée en 1694
- Edgartown, 4 067 hab., fondée en 1642
- Egremont, 1 225 hab., fondée en 1730
- Erving, 1 800 hab., fondée en 1801
- Essex, 3 504 hab., fondée en 1634
- Everett, 41 667 hab., fondée en 1630

## F
- Fairhaven, 15 873 hab., fondée en 1670
- Fall River, 88 857 hab., fondée en 1670
- Falmouth, 31 531 hab., fondée en 1660
- Fitchburg, 40 318 hab., fondée en 1730
- Florida, 752 hab., fondée en 1783
- Foxborough, 16 865 hab., fondée en 1704
- Framingham, 68 318 hab., fondée en 1650
- Franklin, 31 635 hab., fondée en 1660
- Freetown, 8 870 hab., fondée en 1659

## G
- Gardner, 20 228 hab.
- Georgetown, 8 183 hab., fondée en 1639
- Gill, 1 500 hab., fondée en 1776
- Gloucester, 28 789 hab., fondée en 1623
- Goshen, 1 054 hab., fondée en 1761
- Gosnold, 75 hab., fondée en 1641
- Grafton, 17 765 hab., fondée en 1718
- Granby, 6 240 hab., fondée en 1727
- Granville, 1 566 hab., fondée en 1736
- Great Barrington, 7 104 hab., fondée en 1726
- Greenfield, 17 456 hab., fondée en 1686
- Groton, 10 646 hab., fondée en 1655
- Groveland, 6 459 hab., fondée en 1639

## H
- Hadley, 5 250 hab., fondée en 1659
- Halifax, 7 518 hab., fondée en 1670
- Hamilton, 7 764 hab., fondée en 1638
- Hampden, 5 139 hab., fondée en 1641
- Hancock, 717 hab., fondée en 1667
- Hanover, 13 879 hab., fondée en 1649
- Hanson, 10 209 hab., fondée en 1632
- Hardwick, 2 990 hab., fondée en 1737
- Harvard, 6 520 hab., fondée en 1658
- Harwich, 12 243 hab., fondée en 1670
- Hatfield, 3 279 hab., fondée en 1661
- Haverhill, 60 879 hab., fondée en 1640
- Hawley, 337 hab., fondée en 1660
- Heath, 706 hab., fondée en 1765
- Hingham, 22 157 hab., fondée en 1633
- Hinsdale, 2 032 hab., fondée en 1763
- Holbrook, 10 791 hab., fondée en 1710
- Holden, 17 346 hab., fondée en 1723
- Holland, 2 481 hab., fondée en 1725
- Holliston, 13 547 hab., fondée en 1659
- Holyoke, 39 880 hab., fondée en 1745
- Hopedale, 5 911 hab., fondée en 1660
- Hopkinton, 14 925 hab., fondée en 1715
- Hubbardston, 4 382 hab., fondée en 1734
- Hudson, 19 063 hab., fondée en 1699
- Hull, 10 293 hab., fondée en 1622
- Huntington, 2 180 hab., fondée en 1769

## I
- Ipswich, 13 175 hab., fondée en 1633

## K
- Kingston, 12 629 hab., fondée en 1620

## L
- Lakeville, 10 602 hab., fondée en 1717
- Lancaster, 8 055 hab., fondée en 1643
- Lanesborough, 3 091 hab., fondée en 1753
- Lawrence, 76 377 hab., fondée en 1655
- Lee, 5 943 hab., fondée en 1760
- Leicester, 10 970 hab., fondée en 1713
- Lenox, 5 025 hab., fondée en 1750
- Leominster, 40 759 hab., fondée en 1653
- Leverett, 1 851 hab., fondée en 1713
- Lexington, 31 394 hab., fondée en 1642
- Leyden, 711 hab., fondée en 1738
- Lincoln, 6 362 hab., fondée en 1650
- Littleton, 8 924 hab., fondée en 1686
- Longmeadow (Massachusetts), 15 784 hab., fondée en 1738
- Lowell, 106 519 hab., fondée en 1653
- Ludlow, 21 103 hab., fondée en 1751
- Lunenburg, 10 086 hab., fondée en 1718
- Lynn, 90 329 hab., fondée en 1629
- Lynnfield, 11 596 hab., fondée en 1638

## M
- Malden, 59 450 hab., fondée en 1649
- Manchester-by-the-Sea, 5 136 hab., fondée en 1629
- Mansfield, 23 184 hab., fondée en 1659
- Marblehead, 19 808 hab., fondée en 1629
- Marion, 4 907 hab., fondée en 1679
- Marlborough, 38 499 hab., fondée en 1657
- Marshfield, 25 132 hab., fondée en 1632
- Mashpee, 14 006 hab., fondée en 1660
- Mattapoisett, 6 045 hab., fondée en 1750
- Maynard, 10 106 hab.
- Medfield, 12 024 hab., fondée en 1649
- Medford, 56 173 hab., fondée en 1630
- Medway, 12 752 hab., fondée en 1657
- Melrose, 26 983 hab.
- Mendon, 5 839 hab.
- Merrimac, 6 338 hab., fondée en 1638
- Methuen, 47 255 hab., fondée en 1642
- Middleborough, 23 116 hab., fondée en 1660
- Middlefield, 521 hab.
- Middleton, 8 987 hab.
- Milford, 27 999 hab.
- Millbury, 13 261 hab.
- Millis, 7 891 hab., fondée en 1657
- Millville, 3 190 hab., fondée en 1662
- Milton, 27 003 hab., fondée en 1636
- Monroe, 121 hab., fondée en 1800
- Monson, 8 560 hab., fondée en 1715
- Montague, 8 437 hab.
- Monterey, 961 hab.
- Montgomery, 838 hab.
- Mount Washington, 167 hab., fondée en 1692

## N
- Nahant, 3 410 hab.
- Nantucket, 10 172 hab., fondée en 1641
- Natick, 33 006 hab.
- Needham, 28 886 hab.
- New Ashford, 228 hab.
- New Bedford, 95 072 hab., fondée en 1640
- New Braintree, 999 hab.
- New Marlborough, 1 509 hab.
- New Salem, 990 hab.
- Newbury, 6 666 hab.
- Newburyport, 17 416 hab., fondée en 1635
- Newton, 85 146 hab., fondée en 1688
- Norfolk, 11 227 hab., fondée en 1795
- North Adams, 13 708 hab.
- North Andover, 28 352 hab., fondée en 1644
- North Attleborough, 28 712 hab.
- North Brookfield, 4 680 hab.
- North Reading, 14 892 hab.
- Northampton, 28 549 hab., fondée en 1654
- Northborough, 14 155 hab.
- Northbridge, 15 707 hab.
- Northfield, 3 032 hab.
- Norton, 19 031 hab., fondée en 1669
- Norwell, 10 506 hab.
- Norwood, 28 602 hab.

## O
- Oak Bluffs, 4 527 hab.
- Oakham, 1 902 hab.
- Orange, 7 839 hab.
- Orleans, 5 890 hab., fondée en 1693
- Otis, 1 612 hab.
- Oxford, 13 709 hab., fondée en 1687

## P
- Palmer, 12 140 hab.
- Paxton, 4 806 hab.
- Peabody, 51 251 hab.
- Pelham, 1 321 hab.
- Pembroke, 17 837 hab.
- Pepperell, 11 497 hab.
- Peru, 847 hab.
- Petersham, 1 234 hab.
- Phillipston, 1 682 hab.
- Pittsfield, 44 737 hab., fondée en 1752
- Plainfield, 648 hab.
- Plainville, 8 264 hab.
- Plymouth, 56 468 hab., fondée en 1620
- Plympton, 2 820 hab.
- Princeton, 3 413 hab.
- Provincetown, 2 942 hab.

## Q
- Quincy, 92 271 hab., fondée en 1625

## R
- Randolph, 32 112 hab.
- Raynham, 13 383 hab.
- Reading, 24 747 hab., fondée en 1639
- Rehoboth, 11 608 hab., fondée en 1636
- Revere, 51 755 hab.
- Richmond, 1 475 hab.
- Rochester, 5 232 hab.
- Rockland, 17 489 hab.
- Rockport, 6 952 hab.
- Rowe, 393 hab.
- Rowley, 5 856 hab., fondée en 1638
- Royalston, 1 258 hab.
- Russell, 1 775 hab.
- Rutland, 7 973 hab.

## S
- Salem, 41 340 hab., fondée en 1626
- Salisbury, 8 283 hab., fondée en 1638
- Sandisfield, 915 hab.
- Sandwich, 20 675 hab., fondée en 1637
- Saugus, 26 628 hab.
- Savoy, 692 hab.
- Scituate, 18 133 hab.
- Seekonk, 13 722 hab.
- Sharon, 17 612 hab.
- Sheffield, 3 257 hab.
- Shelburne, 1 893 hab.
- Sherborn, 4 119 hab.
- Shirley, 7 211 hab.
- Shrewsbury, 35 608 hab.
- Shutesbury, 1 771 hab.
- Somerset, 18 165 hab.
- Somerville, 75 754 hab., fondée en 1630
- South Hadley, 17 514 hab.
- Southampton, 5 792 hab.
- Southborough, 9 767 hab.
- Southbridge, 16 719 hab., fondée en 1730
- Southwick, 9 502 hab., fondée en 1770
- Spencer, 11 688 hab., fondée en 1753
- Springfield, 153 060 hab., fondée en 1636
- Sterling, 7 808 hab.
- Stockbridge, 1 947 hab., fondée en 1734
- Stoneham, 21 437 hab., fondée en 1645
- Stoughton, 26 962 hab.
- Stow, 6 590 hab.
- Sturbridge, 9 268 hab.
- Sudbury, 17 659 hab., fondée en 1638
- Sunderland, 3 684 hab.
- Sutton, 8 963 hab.
- Swampscott, 13 787 hab., fondée en 1629
- Swansea, 15 865 hab.

## T
- Taunton, 55 874 hab., fondée en 1637
- Templeton, 8 013 hab.
- Tewksbury, 28 961 hab., fondée en 1637
- Tisbury, 3 949 hab.
- Tolland, 485 hab.
- Topsfield, 6 085 hab., fondée en 1635
- Townsend, 8 926 hab.
- Truro, 2 003 hab., fondée en 1700
- Tyngsborough, 11 292 hab.
- Tyringham, 327 hab.

## U
- Upton, 7 542 hab.
- Uxbridge, 13 457 hab., fondée en 1662

## W
- Wakefield, 24 932 hab.
- Wales, 1 838 hab.
- Walpole, 24 070 hab.
- Waltham, 60 632 hab., fondée en 1634
- Ware, 9 872 hab.
- Wareham, 21 822 hab.
- Warren, 5 135 hab.
- Warwick, 780 hab.
- Washington, 538 hab.
- Watertown, 31 915 hab., fondée en 1630
- Wayland, 12 994 hab.
- Webster, 16 767 hab.
- Wellesley, 27 982 hab., fondée en 1660
- Wellfleet, 2 750 hab.
- Wendell, 848 hab.
- Wenham, 4 875 hab.
- West Boylston, 7 669 hab., fondée en 1642
- West Bridgewater, 6 916 hab.
- West Brookfield, 3 701 hab.
- West Newbury, 4 235 hab., fondée en 1635
- West Springfield, 28 391 hab.
- West Stockbridge, 1 306 hab.
- West Tisbury, 2 740 hab.
- Westborough, 18 272 hab.
- Westfield, 41 094 hab., fondée en 1660
- Westford, 21 951 hab.
- Westhampton, 1 607 hab.
- Westminster, 7 277 hab.
- Weston, 11 261 hab.
- Westport, 15 532 hab.
- Westwood, 14 618 hab.
- Weymouth, 53 743 hab.
- Whately, 1 496 hab.
- Whitman, 14 489 hab.
- Wilbraham, 14 219 hab.
- Williamsburg, 2 482 hab.
- Williamstown, 7 754 hab.
- Wilmington, 22 325 hab.
- Winchendon, 10 300 hab.
- Winchester, 21 374 hab., fondée en 1640
- Windsor, 899 hab.
- Winthrop, 17 497 hab.
- Woburn, 38 120 hab., fondée en 1640
- Worcester, 181 045 hab., fondée en 1673
- Worthington, 1 156 hab.
- Wrentham, 10 955 hab.

## Y
- Yarmouth, 23 793 hab.

## Source
- (en) [PDF] Liste des villes du Massachusetts